# 政治协商会议

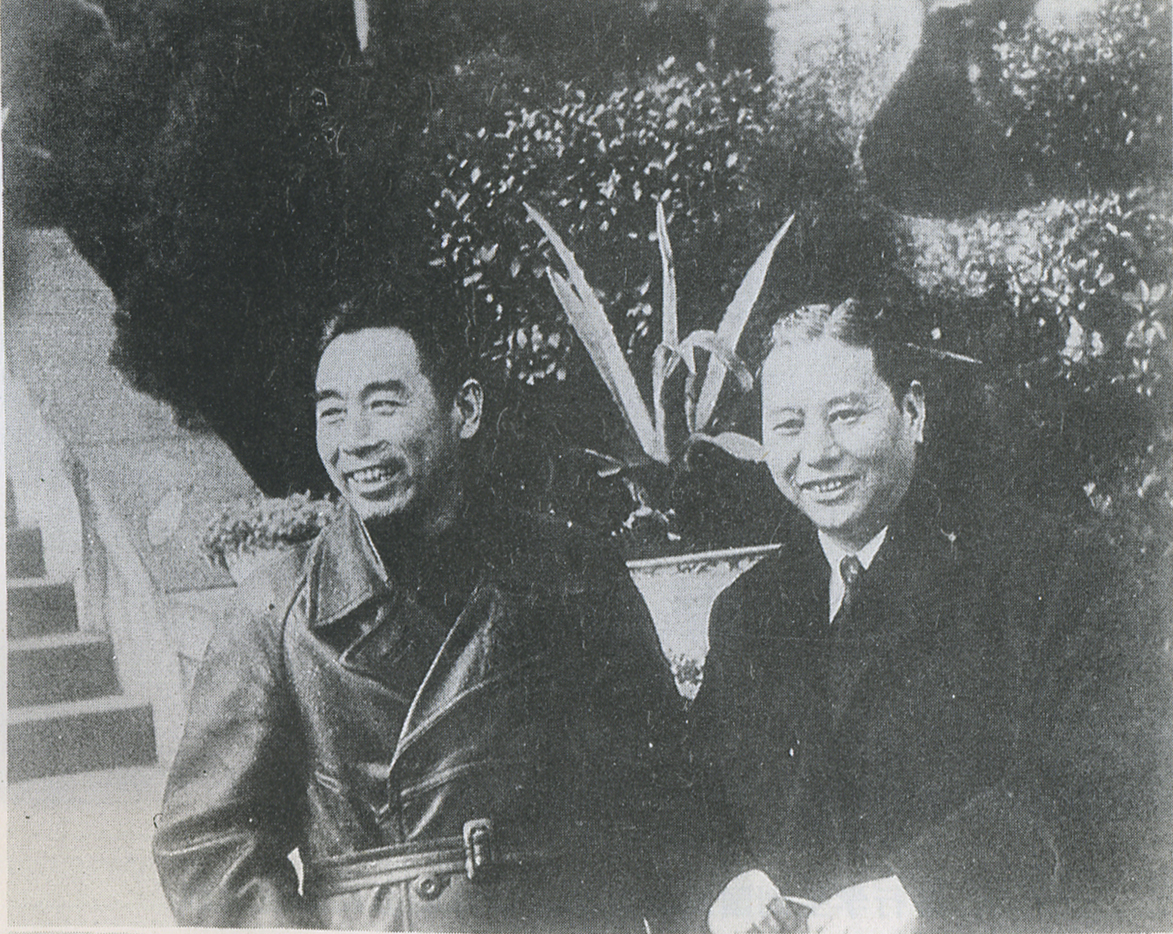
中共代表周恩来与国民政府代表张群

政治协商会议是指中華民國國民政府時期的1945年至1946年，由中國國民黨、中国共产党以及各民主党派（民盟、青年党、民社黨等）所參與，为了在中国抗日战争後和平整頓國內事務，於重庆所召开的会议，其对中国近现代史和当今中国有深远影响。
1940年代末，国民党和共产党两支政治力量围绕着中国的前途和未来，在政治上和军事上展开激烈较量。政治协商会议恰是这次政治较量的最高潮。它不仅很大程度上决定中国近现代史的进程，也為中国的政府结构和政治形式留下很深的影響。
1949年9月由中共主导的中国人民政治协商会议经过多党协商，通过与1946年政协决议之《和平建国纲领》类似的《共同纲领》。將1949年的政協稱為“新政協”或“人民政協”，而將1946年政治協商會議稱為“舊政協”。

## 起源

### 抗战之前
政治协商，最早是由中共提出的。第一次国共内战后期，中共在失去中央根据地且在长征途中主力逐渐损耗殆尽时，于莫斯科共产国际发表“为抗日救国告全国同胞书”（八一宣言）中提出“苏维埃政府和共产党愿意与中国一切愿意参加抗日救国事业的各党派，各团体，各名流学者，政治家，以及一切地方军政机关，进行谈判共同成立国防政府问题”，这是最早的政治协商提议，但最終沒有成局。
1936年（民国二十五年），陕北战局对中共极为不利，中共重提国防政府，主张“开始具体的谈判”。随后发生西安事变，中共再度提出救国会议的主张。1937年（民国二十六年）7月，蔣中正在庐山召集知名学者，各界人士召开庐山谈话会，这也是一次战前的政治协商性质的咨询会议。9月22日，中共发表共赴国难宣言，接受改编为国民革命军。隔一天，蔣中正也发表声明，愿意共赴国难，“全国同胞一致奋斗，以完成国民革命之使命”。1935年（民国二十四年）12月瓦窑堡会议上通过的“关于目前政治形势与党的任务决议”里面说道：“共产党要在中国革命中取得领导权，单靠党的宣传鼓动是不够的……必须知道如何同党，派别，和下层群众有关系的上层领袖，进行谈判，协商，妥协让步，以期在群众前面最后的揭穿那些动摇欺骗与叛变份子的面目，而以群众的力量把他们驱逐出去。”

### 抗战期间
抗战开始，第二次国共合作也告开始。抗战期间，中共在战时陪都重庆设置八路军办事处，以周恩来为主任。在这段时期，国共在合作抗日的同时也开始就中国政治制度和未来社会和平协商，这是中共从以前彻底否定国民党的军政、训政、宪政三部曲，而转向试图在此民主宪政之政治阵地下寻找有利于中共的具体方案的转变。1943年（民国三十二年）前，中共的政治主张是坚决要求立即结束训政，召集国民大会，实现宪政。
1943年（民国三十二年），国民党五届十一中全会通过了“关于实施宪政决议案”，决定战争结束后一年内召集國民大會，实行宪政。针对这个决议案，中共又反对立即召开国大，要求必须重新选举国大代表，提出“先政治民主化，后召开国民大会”的主张。1944年1月，国民党联络参谋郭仲容正式向毛泽东提出，希望派林伯渠、朱德及周恩来赴渝，谈判边区和军事问题。毛泽东答称：林、周或可先后赴渝，并可以何、白皓电为基础。中共中央随即决定先派林伯渠于3月12日之后前往重庆，“晋谒委座”，并于2月17日正式通知郭仲容。
1944年（民国三十三年）3月12日，周恩来在延安纪念孫中山先生逝世十九周年会上发表“关于宪政与团结问题”的谈话，提出五点主张，包括承认共产党在全国的合法地位、承认边区及各抗日根据地为其地方政府、承认八路军新四军及一切敌后武装为其所管辖所接济的部队、恢复新四军的番号、撤销对陕甘宁边区及各抗日根据地的封锁和包围。鉴于分歧严重，国民政府主席蒋中正派王世杰、张治中到西安与中共代表林伯渠谈判。5月4日，陕甘宁边区政府主席林伯渠正式访渝，同国民党谈判代表张治中、王世杰开始正式接触。
1944年9月，林祖涵向重庆的国民参政会上發表“关于国共谈判的报告”，这个报告除了叙述谈判本身以外，亦提出召开国是会议，组织联合政府的要求。这也就是战后政治协商会议的正式开端。这一突然变化与美国驻华大使高思要求国民政府改组，容纳各党派代表有关。从此很长的一段时间，中共的主张集中在联合政府上，且要求越来越高，从最初的由共产党进入政府，到后来提出联合统帅部，这个主张与国民党的宪政民选政府并不相符，而坚持这一主张成为中共在当时的主要宣传内容。
关于联合政府问题，中共的说法是最早出现于周恩来至林伯渠、董必武、王若飞的电报，声称“目前我党向国民党及国内外提出改组政府主张，时机已经成熟。其方案为……改组中央政府，废除一党统治，然后由新政府召开国民大会，实施宪政，贯彻抗战国策实行反攻”，“这一主张应成为今后中国人民中的政治斗争目标”。从此，成立联合政府还是民选宪政政府成为共产党与国民党争论的焦点。国民党反对联合政府主张，尤其反对党派政府的提法，理由是联合政府并非民选，所以这种政府是暂时的，建立在军事实力上的，自然与其三民主义的民主宪政建立民选政府的理论矛盾。1944年（民国三十三年），美国驻华大使赫尔利开始国共斡旋。毛泽东写信给赫尔利，正式提出由国民党、共产党、和民盟三方开会商议国是。
1944年（民国三十三年）底，国民党同意组织党派联合政府，此时中共又提出必须废除一党专政，承认解放区等条件方可参加联合政府，谈判因此一度陷入僵局直至抗战结束。

### 重庆谈判
1945年（民国三十四年）8月，日本投降，国共的爭執又成为中国的主要问题。此时的中共已与1936年的状态完全不同，它的实力迅速扩大，到1945年已经占有一亿人口的解放区，且拥有至少100万以上部队，260万民兵。同时，具有工业基础的东北也在苏联红军暂时控制下，且与中共华北的抗日根据地毗邻。
8月，蒋中正邀请毛泽东访问重庆，赫尔利也作出安全保证。8月28日，毛泽东同周恩来，王若飞前往重庆，并在同一天发表《对时局的宣言》，要求承认解放区、承认八路军新四军，以及召开党派会议，并组织联合政府筹备國民大會。停顿已久的国共谈判迅速恢复，双方就政治会议、国民大会代表、政治民主化、军队国家化等问题广泛协商。
关于党派会议的名称，1945年（民国三十四年）2月，王世杰提出叫做“政治咨询会议”，这种说法因“政府要谘要询，他们才能说话”而遭到中共反对。赫尔利提出叫做“政治会议”，到九月十日，张治中提出“政治协商会议”，中共默认接受，此名称正式固定。

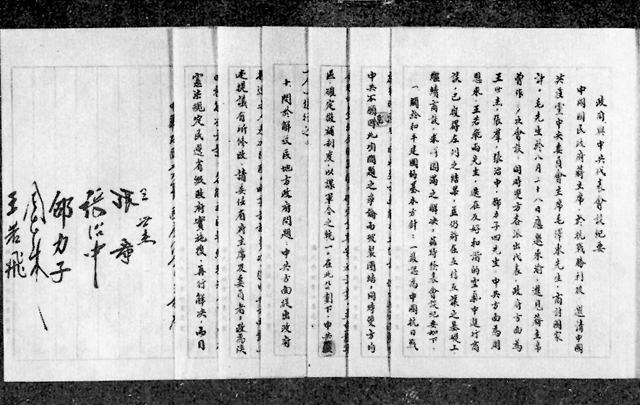
《雙十協定》

虽然就国大代表问题，以及政治协商会议问题双方未能完全达成一致，但仍然形成共识。10月10日，王世杰等与周恩来等签署《政府与中共代表会谈纪要》（即《双十协定》）。第二天毛泽东返回延安。双十协定的签署表明共产党和国民党同意在民主协商的框架下解决问题，军队整编应由国民党，共产党和第三方军事小组会议讨论，并同意国民大会有关问题应先行召开政协会议解决。但是这次谈判也留下巨大的问题，即解放区问题。中共始终要求政府承认其控制的解放区之合法性，而拒绝与政府达成协议。中共官方对此段事情的记述是中共提出将军队撤往黄河以北，同时山东河北察哈尔热河四省外加陕甘宁边区的主席由中共推荐之，国民政府北平行营由中共主持。而国民政府张治中反对，并认为“中共军队悉数撤退至黄河以北，而据有黄河以北地区，岂非分疆而治，欲三分天下有其一？……兄等所提华北四省主席应由中共推荐，省政由中共主持，此何异乎割据地盘？”。
协定留下一个严重的问题，即如何防止冲突的问题。据邵力子后来讲，初稿原有十三项，最后一项是“关于避免冲突问题，中共方面提出停止一切武装冲突，各部队暂留原地待命；政府方面表示，一切武装冲突自须即行停止，只要中共部队对中央军队之行进不加阻止，即无问题”，待发表时中共提议删除此条，政府同意，是不愿引起全国人民心理不安。原希望纪要发表后，各种问题尽快解决，却未能预料到军事小组迟迟未能建立，冲突开始出现并扩大。
有人后来评价这次谈判，说“中共占尽国民政府的便宜”，“凡中共所要求政府者，无不立即解决，政府所要求中共者，则均悬而未决”。中共也认为“在政治上使我党获得极大的主动，而使国民党陷入被动”

## 背景

### 国家经济
抗战给中国带来毁灭性破坏，经济损失初步估计达到350亿美金，人员伤亡4000万以上。通货膨胀，经济崩溃导致人民要求和平建国的声浪此起彼伏。值得注意的是，战后经济并未有好转迹象，由于国共内战始终持续不断，经济持续破败。

### 国共冲突
日本投降之时，中共发放七道命令，要求部队全速推进，争取接受日军伪军投降。此时国民政府也电令中共军队原地驻防待命，勿再擅自行动为要。中共则坚决反对此命令，发电报驳斥。受降问题迟迟不得解决，国共冲突时有发生。而在此时，苏联红军占领东北，中共密令彭真，要求“目前我党对东北的任务，就是要迅速的，坚决的争取东北”。鉴于中共需大量抽调干部前往东北，周恩来主动在1945年（民国三十四年）9月15日提出把中共在南方的部队驻地缩编。这样“既可巩固北方的解放区，又可使这些部队在内战一发生后，不致孤悬敌后，被敌人吃掉，同时对谈判也有好处”。
1945年（民国三十四年）8月中旬以来，国共两党军队全面争夺受降权和受降地区，蒋介石就命令国军沿平绥、同蒲、平汉、津浦等铁路，向华北推进受降。其中，傅作义部队则沿平汉线已逼近张家口。为了延迟国军向华北和东北推进，中共除全面破坏华北纵向铁路外，另命刘伯承、邓小平率部发起上党战役，晋察冀军区举行了平绥战役阻止国军北上。
9月19日，中共中央发出指示，规定中共军队在全国的战略方针是“向北发展，向南防御”。此时中共陆续派遣十名中央委员（含四名政治局委员），2万名干部，11万大军挺进东北，刘少奇还特意嘱咐，派往东北的干部不要带武器，一律穿便装，打扮成劳工模样，“你们要赶快去抢”。10月11日，刚从重庆签署和平协议返回延安的毛泽东更订下完全占领东北的详细计划，“首先保卫辽宁，安东，然后掌握全东北”。
此时，国军也全力争夺东北和华北地区，据中共报纸报道，此时国军下发《剿匪手本》，着手“剿匪”事宜。
为配合中共占领东北，苏联红军则采取各种措施。渤海湾苏联军舰默许并提供情报协助山东地区的共军直接赴辽东半岛。10月12日，东北苏军司令部就撤军问题与国府东北行营主任熊式辉在长春谈判，拒绝国军从大连登陆。10月18日，又阻止运送国军的美舰在葫芦岛登陆，由此被迫在秦皇岛登陆。随后在进发到山海关遇到中共阻击，酿成军事冲突。
广泛的内战威胁似乎愈来愈增强，这一形势可以从政治协商会议的延期得到证明；为了防止国军占领敌占区，中共的主要武器是严重破坏华北的铁路线；在重庆谈判之后的后续谈判裏，中共许诺假如国军停止进兵的话，共军则停止进攻铁路交通；然而国民政府拒绝这项建议，因为他们认为进兵受降是国民政府的权利，故冲突不断且持续扩大。因此大使馆认为情况几乎是无望的。

### 杜鲁门声明与美国调停

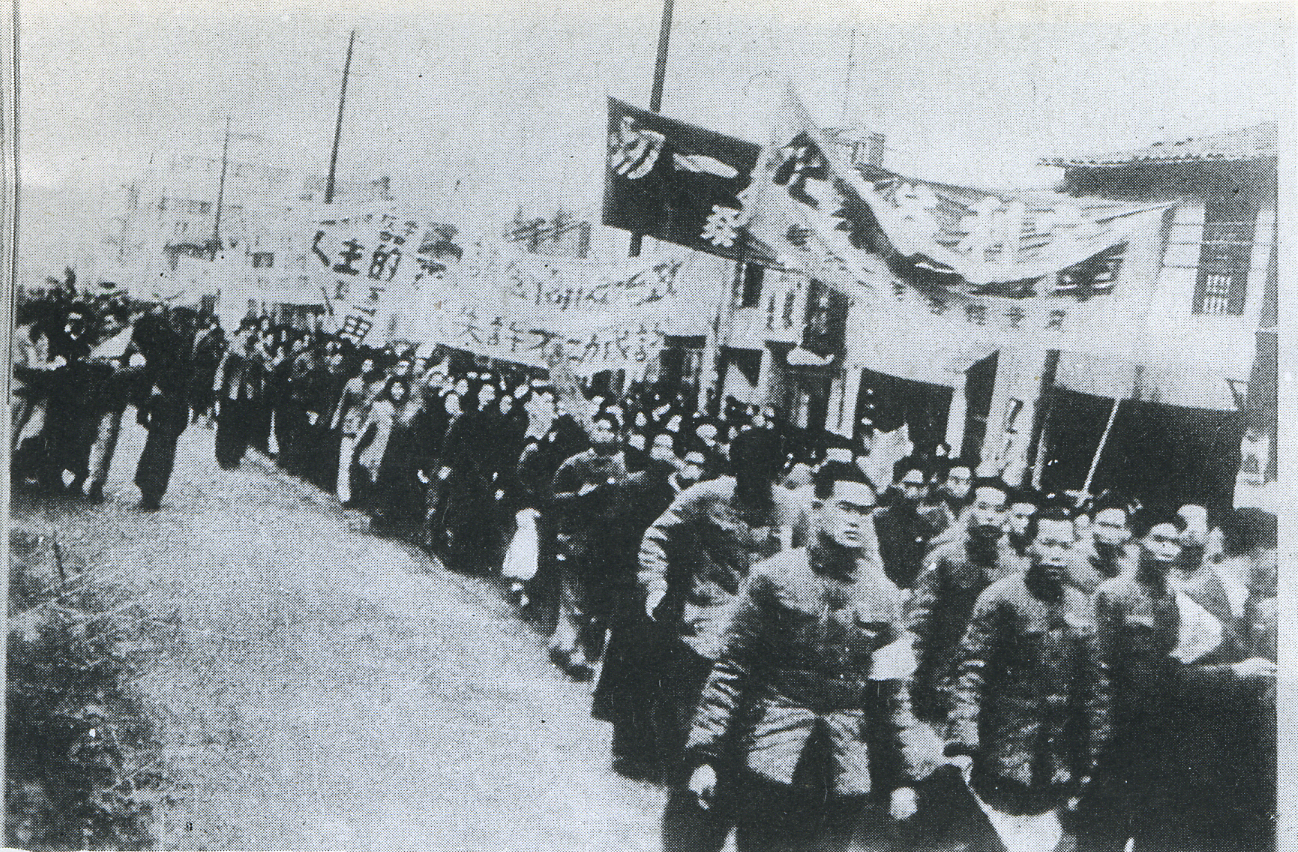
重庆沙坪坝大学区学生游行，要求政协会议只能成功不能失败

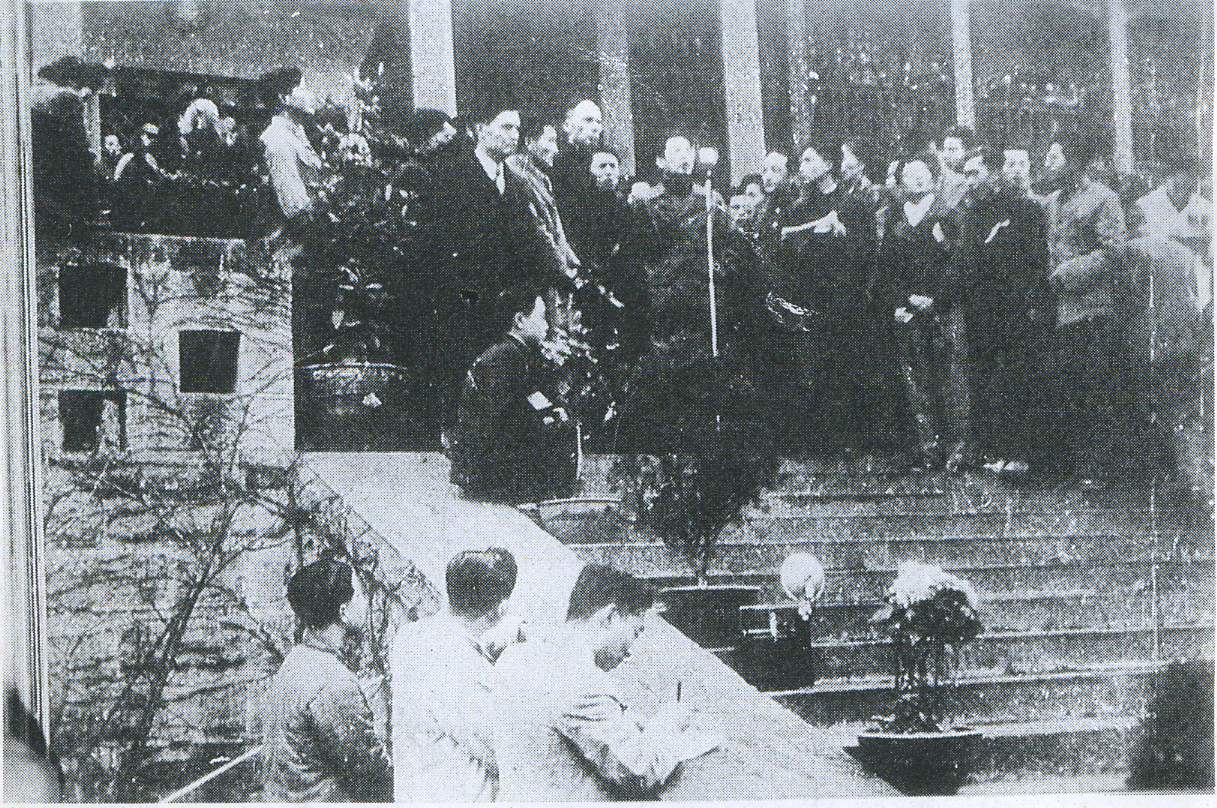
政协会议推选孙科、周恩来、邵力子等人接见学生，完全接受学生要求

10月20日，周恩来与张群等人预定在11月初举行政治协商会议，因军事冲突扩大，不得不延期。此时，各大媒体报纸要求召开政治协商会议的评论风起云涌，第三方面人士也催促政协早日召开。此时昆明学生举行罢课，要求反内战。由于此时中共代表再度延迟来渝，舆论焦点集中在中共方面。媒体强烈要求中共尽速前来协商和平。
而此时美国态度也发生变化，美国国务院11月7日通知美国驻华使馆，要求将建立民主的联合政府作为援华条件。赫尔利将军回复美国政府时对此指示表达不满“目前关于中国之内情，有种种授意之错误情报在美国发表”，并公开谴责说“武装的共产党企图使一部分日军向共党而不向蒋委员长或中国国民政府投降，其目的在取得日方武器，使武装之共产党，能籍在中国另行树立一政府，推翻中华民国国民政府”。
中共夸奖美国政府的方针，认为赫尔利的谈话与美国政府的愿望相反。最终，赫尔利于11月26日辞职。随后继任赫尔利职务的是二战名将乔治·卡特里克·马歇尔，其任务是驻华大使兼任美国总统特使调停国共冲突。
12月15日，杜鲁门总统依据马歇尔的意见，发表著名的对华政策声明，声明摘录如下
1. 美国政府认为，中国国民政府的军队和中国共产党以及其他持有异议的中国军队，应设法停止敌对行为，以使全中国完全复归于有效的中国治权之下，其中包括日本军队的立即撤退。美国深信，要有效达到此目的，迅速作停止敌对冲突的谈判，是必要的。
2. 美国政府认为，中国国民政府应设法成立一个主要政治分子的代表所组成的全国会议，以设法早日解决目前的内争，这个解决将使中国统一。而美国及其他联合国国家，一向承认目前的国民政府为中国唯一的合法政府，它是达到中国统一的目标的正当工具。
3. 美国知道目前的中国国民政府是一个一党政府，并认为如果这个政府扩大包容国内其他的政治分子，就能够促进中国的和平，团结和民主改革。因此，美国强烈主张应有国内所有主要分子选出代表，举行全国性的会议，从而商定办法，使他们在中国国民政府内得享有公平而有效的代表权。此举必须将一党训政制度加以修改；该制度系中国国父孙逸仙博士为国家走向民主的过程中的临时措施而建立的。
4. 自治性的军队，如共产党军队的存在，和中国的政治团结不相容，并且使它成为不可能。一旦广泛性的政府建立起来，诸如此类的自治性军队及中国的一切武装部队，都应有效的归并于中国国家军队之内。

这份声明是马歇尔对华政策的根本纲领。赫尔利是把国民政府当作中国唯一合法的中央政府，竭力维持其存在；马歇尔则把中共与国民政府当作竞争对手，平等看待，目标是建立联合政府。他以为，只要联合政府建立，中国就统一，一切问题就解决了。
经过两个月的延宕，中共政协代表团终于在12月16日抵达重庆，现在所剩唯一问题，就是如何使得愈演愈烈的国共冲突停下来，以便给政协会议创造气氛，故马歇尔来华第一项任务就是停战谈判。

## 序幕：停战谈判

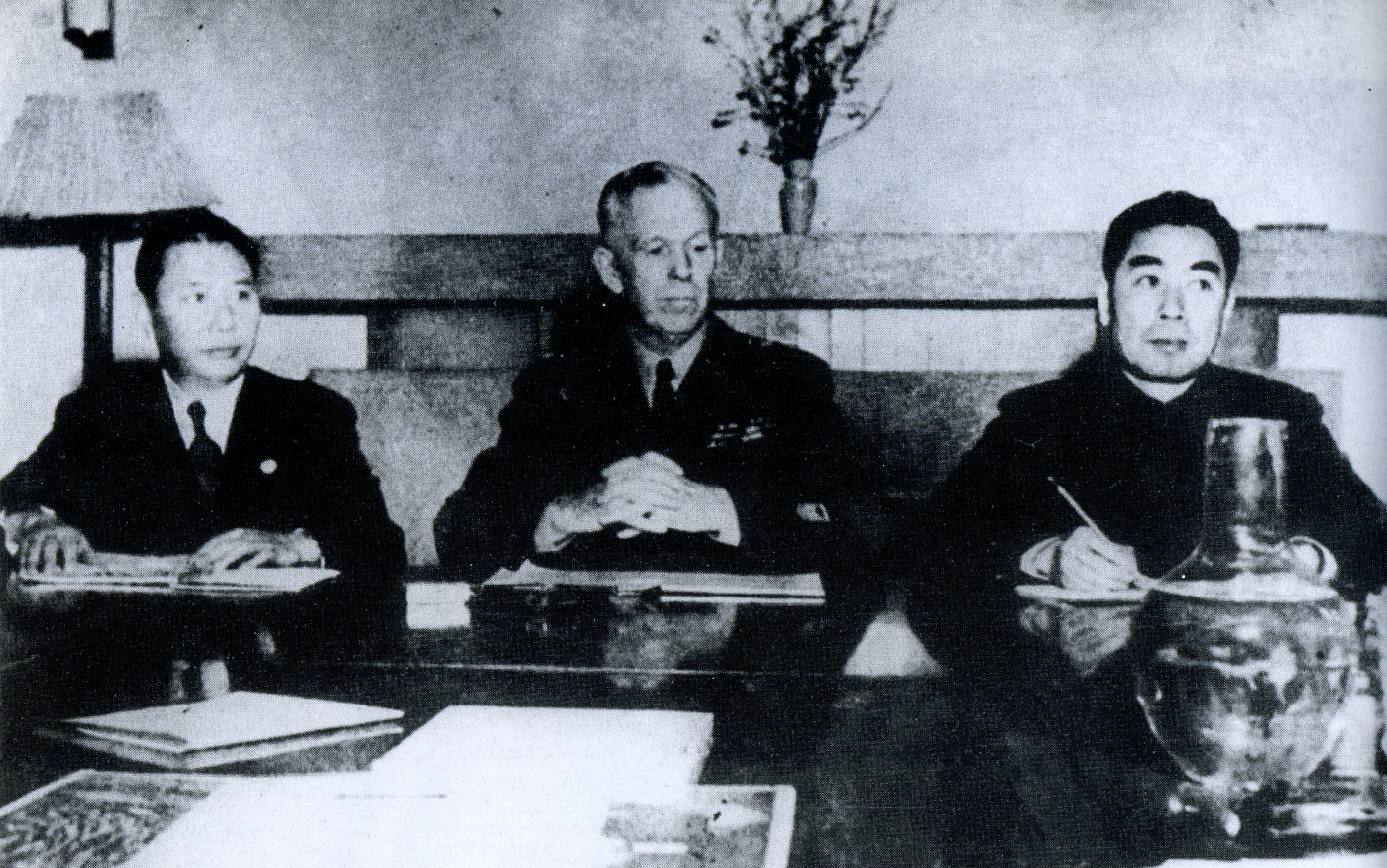
政府代表张群、美国调停代表马歇尔、中共代表周恩来

在国内外压力下，国共代表开始在12月27日举行停战谈判。双方各自提出停战方案，并由马歇尔将军居中调停，往返协商。双方于1月5日达成初步协议，停战办法3条：
关于停止国内军事冲突办法，兹商定如下：
1. 停止国内各地一切军事冲突，并恢复一切交通，关于停止冲突及恢复交通之命令，依第二条之规定商定之。
2. 因国内军事冲突及交通阻碍等事，与我国对盟邦所负有之受降及遣送敌俘等义务有关，故应由政府与中共各派代表一人，会同马歇尔将军从速商定办法，提请政府实施。
3. 由国民参政会驻会委员会及政治协商会议各推定国共两党当事人以及之公正人士八人，组成军事考察团，会同国共双方代表，分赴全国发生冲突区域考察军事状况，交通情形，以及其他与国内和平恢复有关事项，随时将事实真相，提出报告并公布之。

最终双方围绕赤峰，多伦归属问题争吵多日后，国民党让步，双方1月10日签署停战令。

## 过程

### 开幕与议程讨论

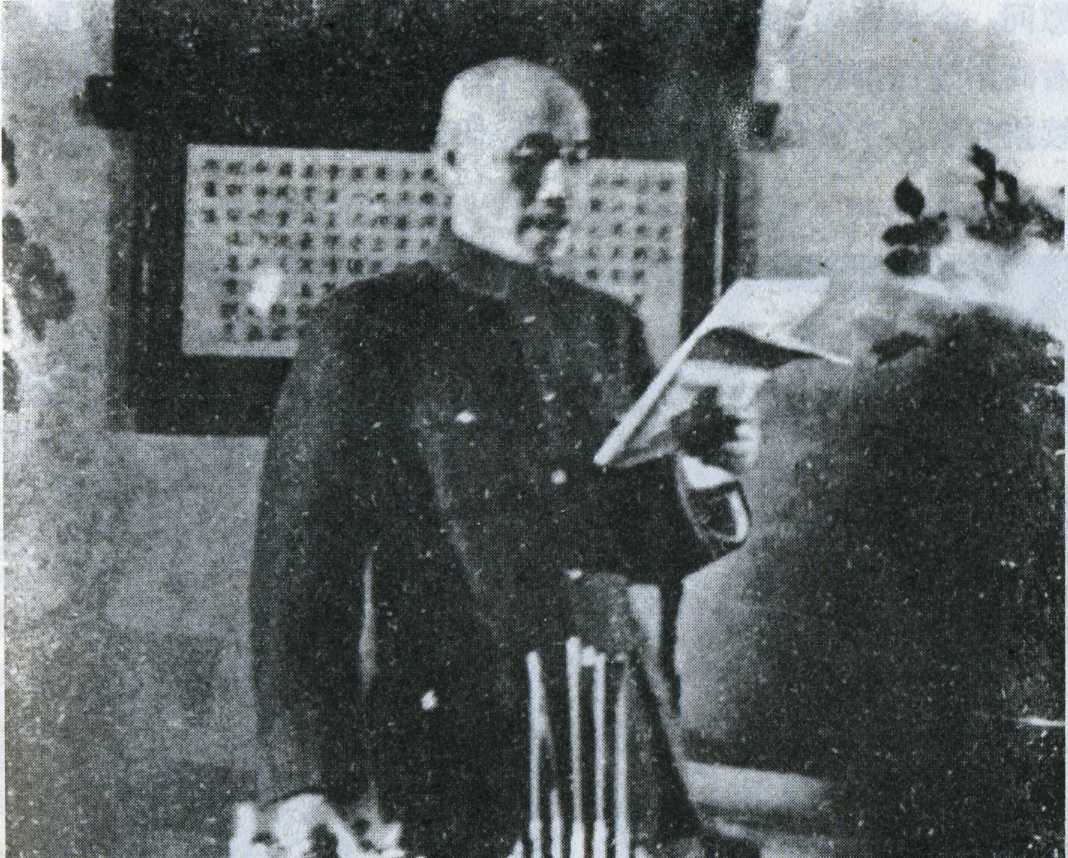
国民政府主席蒋介石在政协开幕式致开幕词

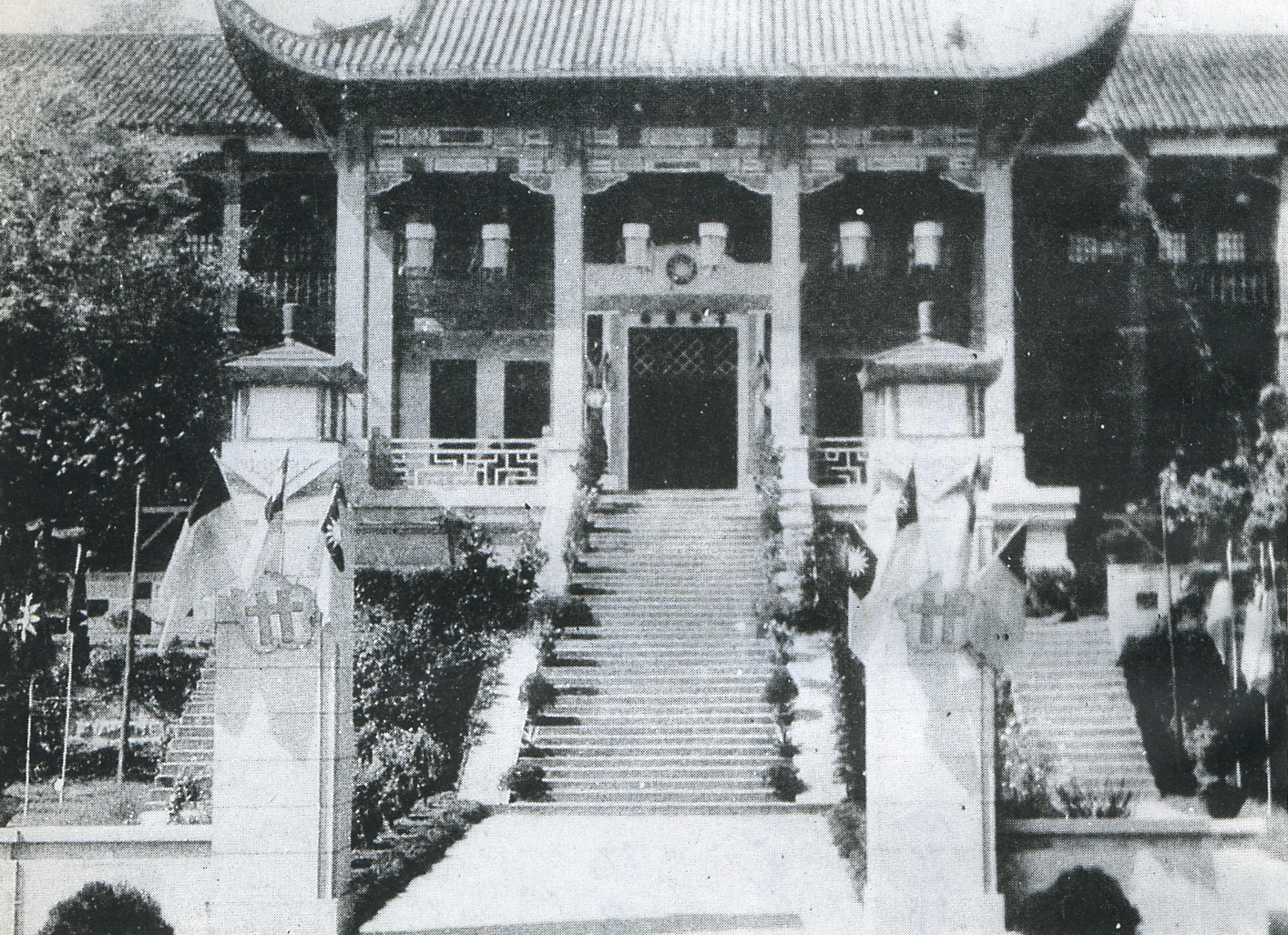
政协开会地点是国民政府礼堂

1946年（民国三十五年）元旦，国民政府主席发布元旦公告，蒋介石呼吁中共方面要维护国家统一，双方举行会议以政治方式解决争端，此为政治协商会议开会的序幕。
1月6日，国民政府成立秘书处，并公布召开政治协商会议办法七条并全体会员名单。原定国共各9人，但是因青年党脱离民盟后坚持要求和民盟平起平坐，代表人数相等，故国共两党商议私下将各自名额送给民盟，使得民盟人数高达9人，而国共人数降为8人和7人。

#### 政治协商会议会员名单（1946年（民国三十五年）1月6日公布）
一、中国国民党：孙科（立法院院长）、吴铁城（国民党中央党部秘书长）、陈布雷（国防最高委员会副秘书长）、陈立夫（党组织部长）、张厉生（行政院内政部长）、王世杰（行政院外交部长）、邵力子（国民参政会秘书长）、张群（四川省政府主席）

二、中国共产党：周恩来（中共中央副主席、中共代表团团长）、董必武（国民参政会代表）、叶剑英（八路军参谋长）、吴玉章（国民参政会代表）、王若飞（中央委员驻渝代表）、陆定一（中共中央宣传部长）、邓颖超（妇女部长；周恩来夫人）

三、中国民主同盟：张澜（国民参政会代表兼民盟主席）、罗隆基（西南联大教授兼民盟宣传部长）、张君劢（参政会员中国国家社会党代表）、章伯钧（第三党委员长）、张东荪（中国国家社会党代表）、沈钧儒(中国人民救国会代表)、黄炎培（中华职业教育社代表者）、梁漱溟（乡村建设派代表者）、張申府 （清华大学教授）

四、中国青年党：曾琦（主席）、陈启天（国民参政会代表）、杨永浚（华南方面责任者）、余家菊（大学教授参政会员）、常乃惪（大学教授参政会员）

五、无党派：莫德惠（参政会员）、邵从恩（参政会员）、王云五（商务印书馆支配人参政会员）、傅斯年（大学教授参政会员）、胡霖（大公报支配人参政会员）、郭沫若（左翼作家）、钱永铭（交通银行理事长参政会员）、缪嘉铭（西南民族资本家代表）、李烛塵（华北工业资本家）

1月7日下午，政协预备会议（茶话会）在国民政府军事委员会会议室举行。

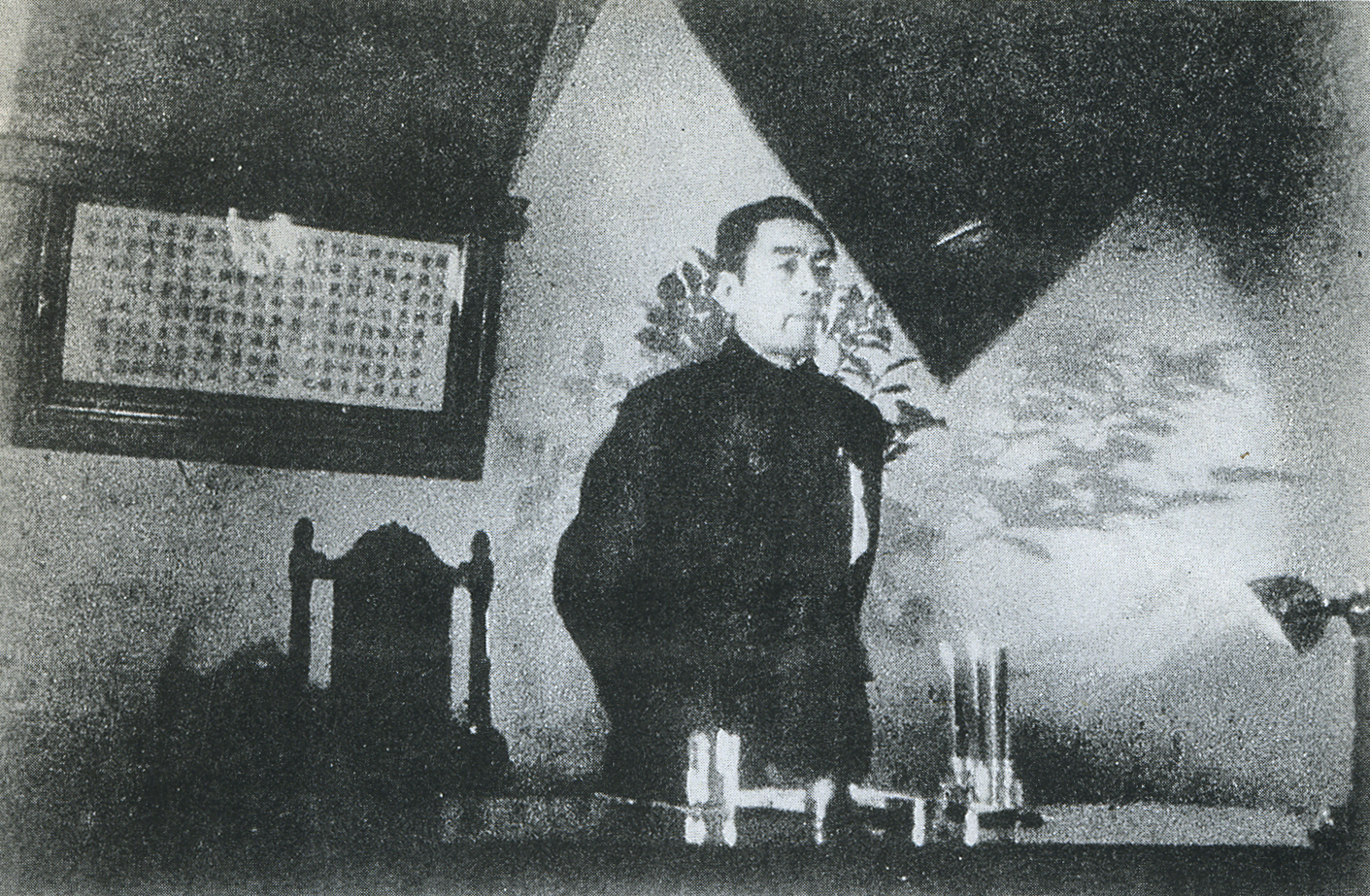
周恩来在政治协商会议上做报告

1月10日，大会开幕，代表首先恭读《國父遺囑》，然后大会主席宣布国共已经下达停战令即刻发布，会场上掌声雷动。随后，蒋中正亲临主持并致词。蒋中正致词完毕后，又继续宣布政府决定实施的四项承诺：
1. 人民之自由：人民享有身体，信仰，言论，出版，集会，结社之自由，现行法令，依此原则分别予以废止或修正。
2. 政党之合法地位：各政党在法律之前，一律平等，并得在法律范围之内公开活动。
3. 普选：各地积极推行地方自治，依法实行由下而上之普选。
4. 政治犯：政治犯除汉奸及确有危害民国之行为者外，分别予以释放。

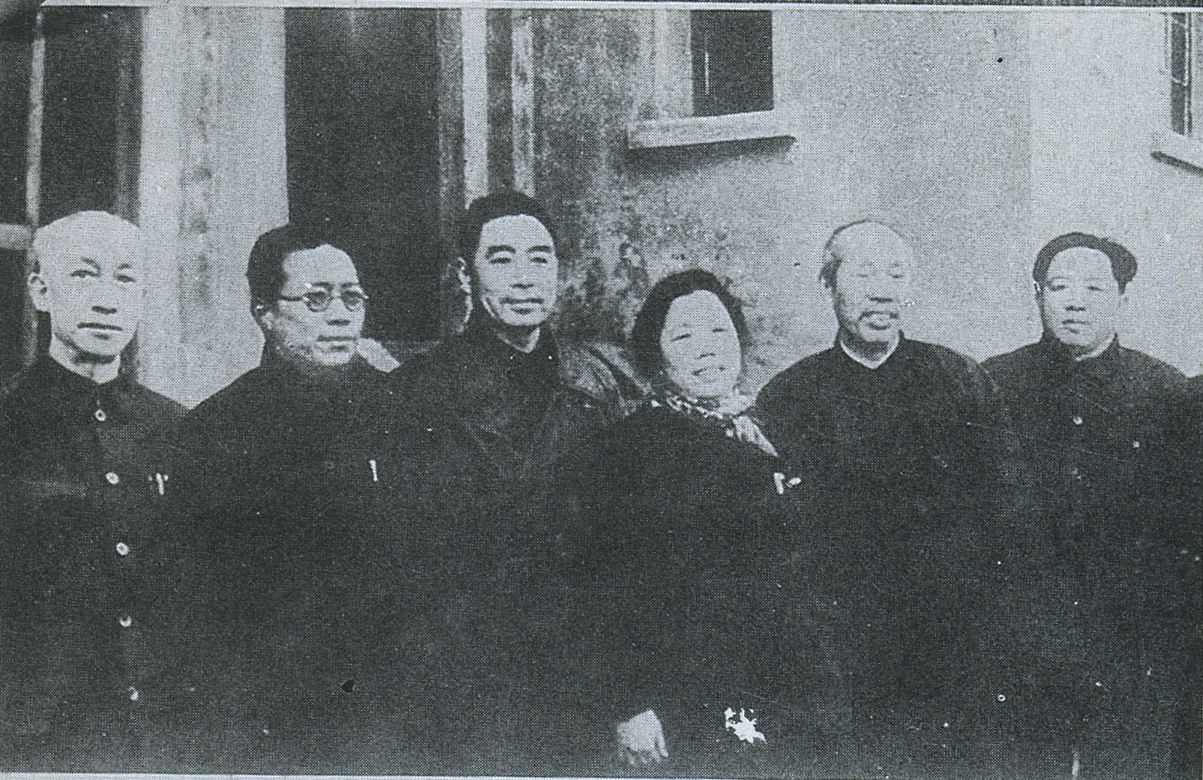
中共代表团合影

1月11日，政协举行第二次会议，张群代表政府提出迅速停战，尽快遣送日本战俘，设立军事调处执行部，设委员三人，组成三人小组，负责停止冲突恢复交通的实施。周恩来代表中共提议：无条件停战，尽快解决内战问题，将谈判内容公开，消弭内战恢复交通，并基本同意推选参政会公正人士成立军事考察团。12日上午举行的第三次大会则由国共代表向大会汇报两个月前重庆谈判的经过，并决定参加军事考察团人选。

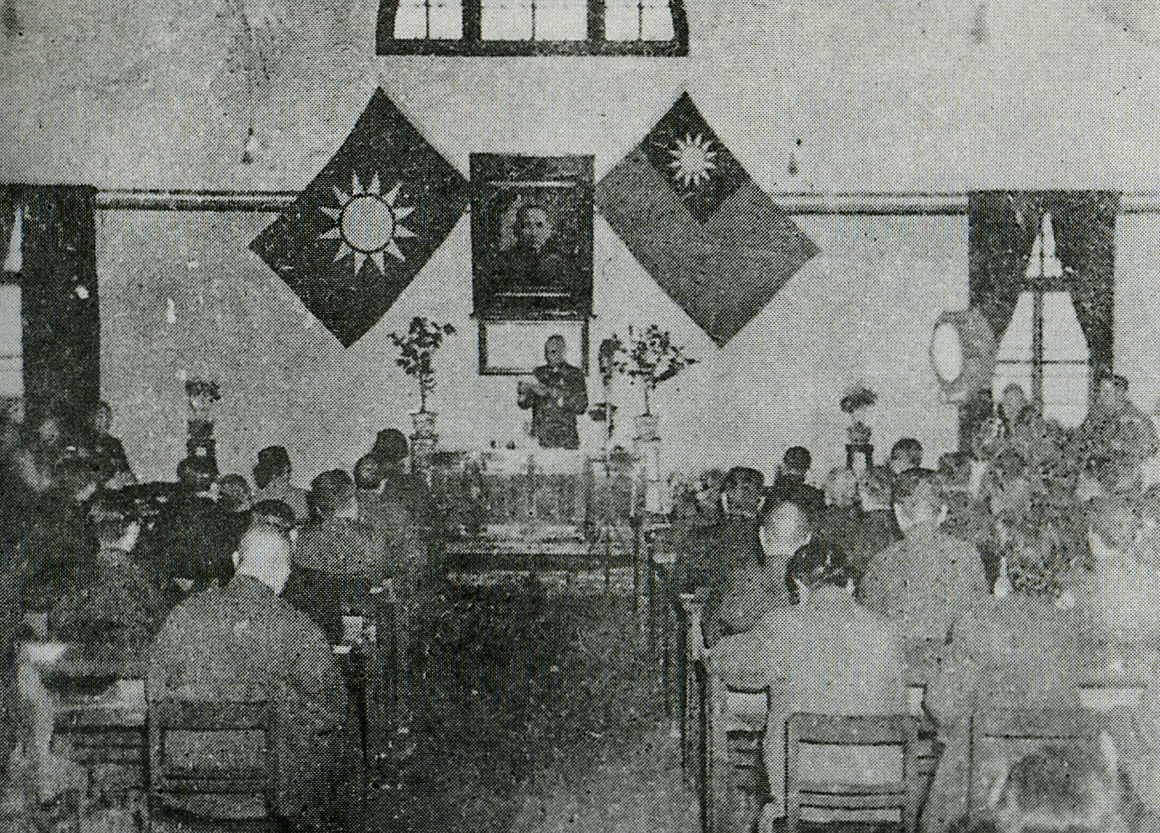
1月10日，政协于国民政府礼堂开幕。

### 议题讨论

#### 政府组织
议题讨论开始于第四次会议。国共双方在政府组织方面达成共识，即现政府需要扩大容纳其他政党。但就如何改组政府却有分歧，国民党和青年党倾向于维持训政系统，即是这个新政府依旧向国民党负责，而加入各方面的任务。共产党和民盟的观点则倾向于另起炉灶，建立脱离国民党领导的新联合政府。

#### 施政纲领
施政纲领部分，主要由中共提出草案，而政府代表几乎毫无准备，甚至于直到政协闭幕日，蒋中正才对施政纲领提出两点意见，其一是纲领中规定的人民自由权利国统区要做，解放区也要做。其二，军队国家化是国家和平完成统一的最大要素。
中共的施政纲领可见于《新华日报》1月16日社论“论共同纲领”，要点是（一）废除保甲制度，修改和废止一切有关人民自由权利的法令，释放政治犯。（二）结束训政，取消党治，停支党费，各级政府官员国民党籍不得逾三分之一。（三）修改宪法草案，以及国大组织法选举法，重选国大代表，以冀利用选举争取席次。（四）地方自治，成立省以下各级自治政府，承认解放区之民选政府。（五）承认中共军队为国军，成立联合统帅部。（六）废除党化教育，主张教育自由，削弱国民党三民主义教育。
此时民盟提出与中共的施政纲领类似的提案。其他党派代表和无党派代表大都也是批评政府的施政问题。

#### 军事问题

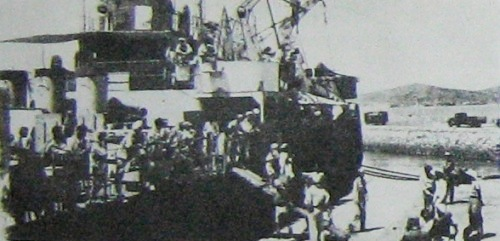
由美国总统特使马歇尔批准使用美军舰船将共产党军队东江纵队由广东运往山东共产党控制区。图为东江纵队抵达烟台码头。

军事问题的提案，基本上众口一致：“党派超出军队”，“军人不得干政”。不仅国民党，青年党要求废除党军，组建国军；民主同盟也表示“全国所有军队，应即脱离任何党派关系而归属于国家，达到军令军政之完全统一”，还额外加上一个括号：现役军人离脱党籍；梁漱溟的提案则是不仅要让军队不属于任何私人，任何地方，任何党派所有，而且军队要大量裁减，“代之以科学与工业及普及军训的人力”，“并依赖国际和平合作，不使世界再发生战争”。民盟主张成立一个整军计划委员会，由国共人员，非国共人员，和美国顾问参加。
国民党的态度，除了军队国家化之外，还格外强调“军令政令必须统一的问题，只要军令政令统一，一切问题都可商量解决”。换句话说，国民党的立场是：中共军队必须整编于国军系统中，而其所树立的地方政权则须纳入国民政府的组织体系；也就使要“全国军队国家化，确保军政军令之统一”。整编办法应由三人小组商定，且商定之日起，中共军队应即接受国民政府之统一指挥。
中共代表周恩来同意各方观点，但是强调军队属于人民。必须先政治民主化，才能军队国家化。

#### 国民大会
1月17日下午举行第七次会议，讨论国民大会问题；原定议程是18日讨论国民大会问题和宪法草案问题，但是由于国民大会问题争议过于激烈，宪草问题不得不拖延到翌日。所以第七、八次会议的焦点集中到了国民大会组织法及选举法，以及国民大会旧代表（1936年（民国二十五年）选出者）是否有效的问题。旧代表问题争论格外激烈。
国民党意见国民党认为国民大会旧代表有效的理由大约如下：
1. 根据国大组织法第一和第十条规定，国民大会代表任务未了依法不能解除。
2. 抗战八年旧代表之服务经验教训已为提高，更足代表民意。
3. 国大既未召开，旧代表亦未赴任，不但任期未满且未开始，自不能否认其有效。
4. 当年无选举及被选举者，虽由于年龄增长或法律地位变化（指中共）取得被选举权，但终究少数，不能因少数之权利而不承认多数已得选举权者之选举结果。
5. 中国目前情势，需要团结统一，对旧代表不能故意歧视自酿分裂，凡此均是事实问题。故采取折中办法，除增加新代表名额以容纳各党，并提议宪法颁布六个月之内重新选举行宪国民大会代表。

共产党意见中共要求重选理由如下：
1. 十年前国大组织法不适合今日情况，必须修改。
2. 十年来儿童成人，需要选举权。
3. 领土已经改变（注：指台湾），旧国大选举不适用。
4. 十年来增加的合法党派需要代表。
5. 根据选举法，1936年选举时，东北沦陷区候选人由中央指定，以及组织法规定国民党中委为当然代表，均属不合理。
6. 选举法之丁种选举（即国民政府指定）不合法不合理。
7. 选举法宣誓手续，年龄（23岁）限制，职业选举之年限规定，背叛政府通缉者之剥夺选举权，中共认为均属不民主不平等，必须否定修改。

中共提出意见：
1. 由改组后的国民政府协同政协商定宪法草案，及国大选举法组织法，重行选举。
2. 本年内召开重新选举的代表参加的国民大会，制定宪法，成立民主联合政府。

民主党派意见民盟与中共意见大部分相同，即主张重新选举。但民盟给出的解释更多是从宪政和法理角度。例如宪法专家张君劢认为国大是政治问题而非法理问题，中心所在，即能否众人认同的宪法草案，如此则国大问题容易协商，“不要拿法统来谈，这不是为推翻政府，而是使大家满意，这就是中心事实。如果要讲法统，政治协商会议就无法开，就是因为事实需要才开”，“但又当顾及政府威信”，他希望以政治家之态度求得此一问题之解决。

#### 宪法草案
第九次会议宪法草案讨论。首先国民党孙科解释五五宪草，即人民有选举、罢免、创制、复决四权，政府有立法，行政，司法，监察，考试五能。人民有权，政府有能，人民为主人，政府为公仆。这些基本都是孙中山三民主义五权宪法的内容。中共代表吴玉章发表意见：
1. 关于人民权利问题，宪法有“非依法律不得限制”字样（注：法学术语叫人权的间接保护主义），换言之，即是普通法律可以限制，这是不妥当的。
2. 中央与地方权限，主张孙中山的均权主义原则，即全国性的事务归中央，因地制宜的归地方。
3. 地方制度，主张以省为自治单位，自下而上的普选，省长民选。
4. 确定基本国策。[57]

吴玉章的说明指出，总统权力过大，主张省自治，省长民选，且制定省宪。
青年党则就宪法权力制衡问题表达意见：
1. 宪法为国家根本大法，故应有尊严性，所以要组织宪草审议会。
2. 宪法之性质，应为柔性（即制定与修改程序与普通法同等地位）。
3. 采取内阁制及两院制，五院制只可保留精神，不必拘泥形式。
4. 省自治，均权主义。

民盟主张几乎与中共相同，即：
1. 省自治，省宪。
2. 总统权力过大，宜实行内阁制。
3. 关于人民自由，取消“非依法律不得限制”。
4. 沈钧儒主张本联省自治精神，承认中共解放区。
5. 黄炎培提议增加副总统，并增加职业选举。

社会贤达也就宪法具体细节各自发表意见，主要问题仍是联省自治问题，总统职权问题，立法院与行政院，监察院关系问题。
因国民党做出让步，并不坚持五五宪草，此次会议未发生激烈争吵。

## 决议
民国三十五（1946）年1月15日第五次会议讨论施政纲领结束前，主席孙科宣布各会员意见当有各分组委员会协商后再交大会讨论，秘书长雷震宣布蒋主席制定分组委员会名单。
1月19日下午，分组委员会开始进入分组协商阶段，不准新闻记者参加。原定23日闭幕，但因具体问题未达成一致，顺延三天。23日下午，政协会议成立综合委员会，以便对各项问题作一通盘检讨。综合委员会委员共10人，各党派出两人。国民党王世杰、吴铁城，共产党周恩来、董必武，民盟章伯钧、张东荪，青年党曾琦、陈启天，社会贤达王云五、傅斯年，在当天下午四时开第一次会议。
25日，争议最小的宪草，军事两组首先协商完毕；次日，施政纲领组也获得协议。然而政府组织和国民大会两组协议迟迟未定，故政协不得不再度延期三天，预定29日闭幕。27日上午，周恩来、陆定一急回延安请示毛泽东。28日下午，政府组织组终于获得协议，惟有国民大会组仍旧争论激烈，且周、陆二人29日仍然没有回渝。政协会议不得不再度延期两天。30日下午，周、陆返回，次日上午，国大组和综合组联席会议讨论国民大会问题，从上午9点到下午两点终于达成协议。至此，政协五个议题全部有了结果。

### 宪法草案决议案
宪草问题，因为与会的国民党代表对五五宪草并不坚持，中共也兴趣不多，且仍须经过宪草审议委员会之审议及制宪国民大会的制定，所以争论较小。1月21日下午，通过成立宪草委员会提议。国共主要的分歧列举如下：国民党要一个大约2千人（平均每县一人）的国民大会行使四权（选举、罢免、创制、复决）；要有一个强有力的半独立总统；要有一个强有力的中央政府和分权的五院制度。中共和民盟的要求是四权人民直接行使，即国大变成全民，一个权力尽可能最大受限的总统；一个类似内阁制的行政院立法院关系；一个地方分权的联邦制政体。最终国民党在几乎所有有争议的地方全都让步，使得25日在其他小组之前最早达成协议。
除了该决议几乎完全根据共产党建议将五五宪草大改外，中共又希望草拟宪稿的人选不能是国民党。当晚，周恩来找蒋匀田，提议请民盟的张君劢草拟宪稿，以免国民党代表执笔，偏于一党之私，将来改正困难。恰巧，第二天国民党王世杰也找蒋匀田建议请张君劢起草宪稿，他说：“若由国民党代表执笔，将难免中共代表逐字退敲，甚难通过。”蒋将国共不谋而合的意见告知张君劢，张慨然应允，从此他负责起草宪稿的历史责任。

### 军事问题决议案

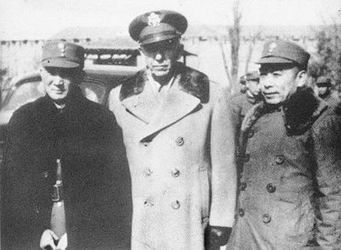
停战三人小组。政府代表张治中（左一）、美国调停代表马歇尔（左二）、中共代表周恩来。

军事问题分组委员会根据青年党所提“停止军事冲突实行军队国家化案”，民主同盟所提“实现军队国家化并大量裁兵案”，国民党所提“全国军队国家化确保军政军令之统一案”，以及缪嘉铭所提“请迅速大量裁兵案”，开会商讨四次，于25日获得协议。
关于整编办法，国民党已定6个月内整编为90个师，总人数180万，共军先行整编为20个师，总人数40万，且由军事三人小组1个月内商定办法，其后2个月内整编完成。在进行此项协商时，国民党提出一个迅速整编方案，即希望上述两项整编完竣后，进一步就进行第二期整编，将全国军队混编为50或者60个师，这一点获得民盟支持。但中共仍然希望保持比例整编，而非混合整编，比如可以将政府军编为45个师，共军再减为10个师，但各自仍为独立单位。这一点争持颇久，最后以统一整编取代国民党原先坚持的混合整编字样。至于统一整编的具体办法，由三人小组协商。
关于联合统帅部问题，国民党提出折中方案，即国防部下设一个建军委员会，由各方参加。整编前，暂且在军事委员会下设一个整编考核委员会，容纳各方参加。

### 施政纲领决议案
施政纲领部分，对于中共的各项主张，国民党作出让步，包括附记第一条：解放区地方政权，暂时维持现状，等国民政府改组后，依照施政纲领第三章第六七八条规定解决，这一个让步使国民政府政令统一的目标完全落空。施政纲领是政协决议的核心部分，其他决议案的内容，例如军事问题，在此多有阐述。另外，该纲领的大部分内容成为中华民国宪法的基本国策部分之蓝本。

### 政府组织决议案
国民政府委员名额分配，总共40名委员，中共提出三三三制原则，即国民党，各党各派，社会贤达各三分之一，国民党不肯。因国民党欲坚持国大旧代表有效，故中共欲以此交换。双方争执不下，最后中共请示延安，于25日得到回电，同意国民党占半数，不过中共希望有10名。由于此时代表们已经精疲力竭，而王云五则建议趁热打铁彻底解决名额问题，免得日后生出枝节。
会议最后决定对于国民党外的20名额分配，日后再说。政协会后，其余20个名额的分配成了问题的关键。中共为了能够联合民盟行使否决权，坚持要求它和民盟必须占有国府委员会三分之一以上即14名；而青年党则坚持如果给中共超过10席或者给民盟超过青年党，就不参加政府。国民党只同意给中共和民盟12席。这一问题最终演化成为国共破裂的直接原因。。

### 国民大会决议案
国民大会问题始终是争论焦点。最大的困难还是旧代表是否有效的问题。政府以为依法选举出来的代表，无法宣布无效。其它党派则说时间太长，亦或一党包办，等等，坚持重选。后来王云五提出折中方案，放弃旧代表中非经选举产生的国民党当然代表和指定代表共240人，另外增加二分之一，共1,800人。新增加的600人，国民党占230，其它党派370。
28日下午，中共要求新代表增加到800，三三三制，未获协议。29日，中共方面提出总额增加至2,000名代表，中共要占四分之一，民盟五分之一。30日下午，中共要求名额减少至450，民盟青年党各要400和200。未果。当天晚上，周恩来从延安返渝，31日，午后休会时间与国民党密商。中共因要统战民盟，又不愿让青年党太反感，向国民党秘密提出表面上维持民盟与青年党平等，各占100名，私下国共两党各将自己的名额让出10名送给民盟，这一点在协议文里面不录。国民党正着急解决僵局，收到中共这个密议，当然同意。于是实际名额分配是国民党220，共产党190，民盟120，青年党100，无党派70。至此问题全部解决。

### 政协闭幕
政治协商会议在1946年（民国三十五年）1月31日完成国民大会协议后，下午6时半在国府礼堂举行第十次会议。蒋介石亲临主持，讨论各分组委员会报告，全部获得一致通过。各分组委员会报告通过后，蒋介石致闭幕词。随后，中共代表周恩来，民盟代表张君劢，青年党代表曾琦，无党派代表莫德惠相继致词。至此，政协闭幕。
同一天，中共中央内部发出“关于目前形势与任务的指示”，同样肯定政协会议的重大成果，提出“从此中国即走上和平民主建设的新阶段”的相同论断，更有“中国革命的主要斗争形式，目前已由武装斗争转变到非武装的群众的与议会的斗争”“党将停止对于军队的直接领导，准备整编军队，学习合法斗争”。文革时，这篇要求合法斗争，放弃党领导军队的内部指示成了刘少奇的主要罪状之一。

## 后续活动

### 执行决议情形

#### 整军方案

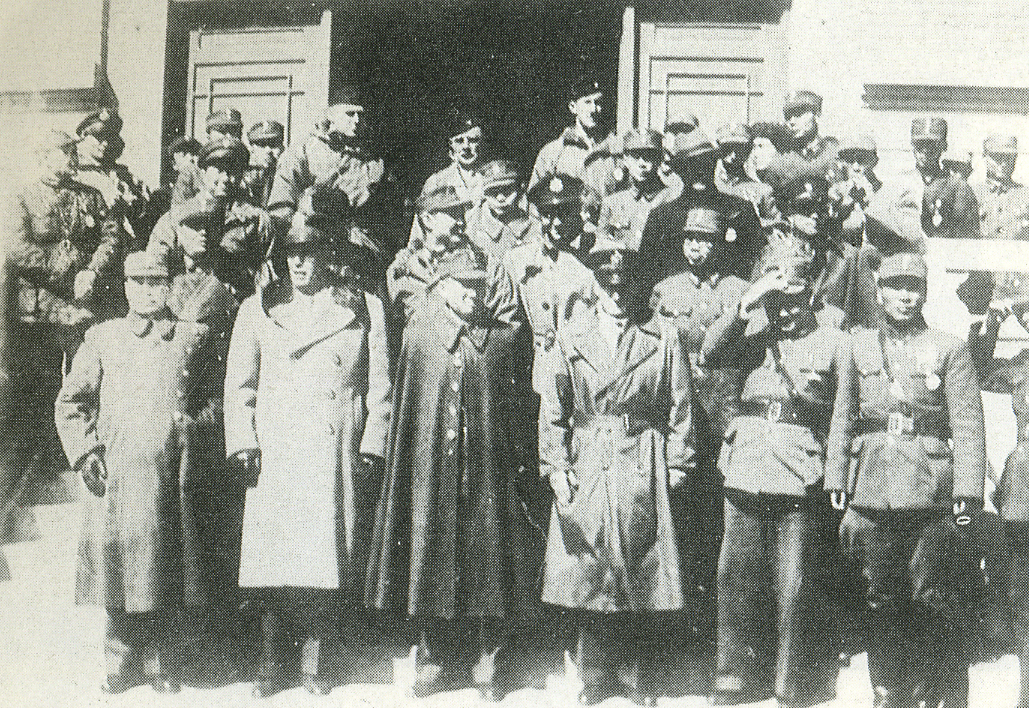
1946年3月2日，停战三人小组在徐州考察执行停战协定和恢复交通情况。

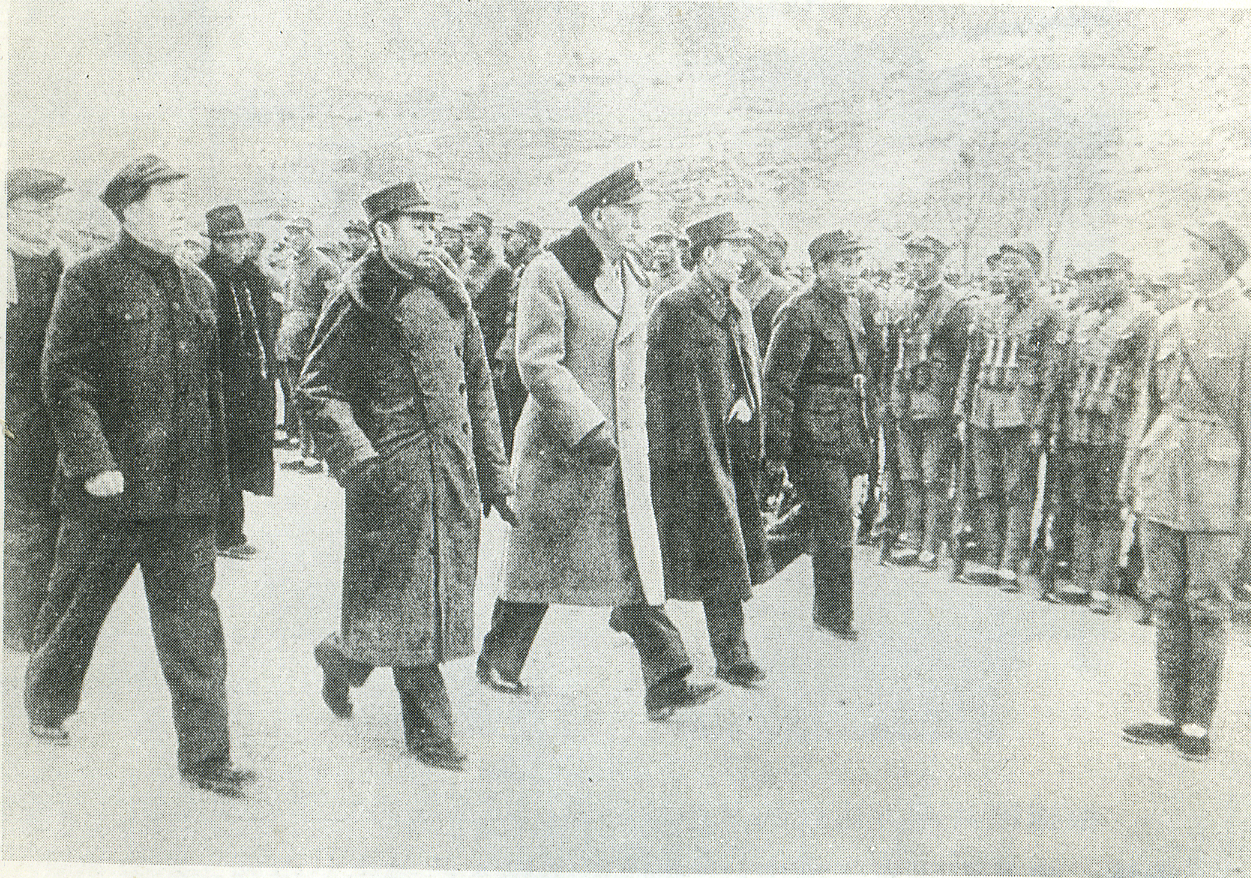
1946年3月4日，停战三人小组在毛泽东（左一）、朱德（右一）陪同下视察延安八路军。

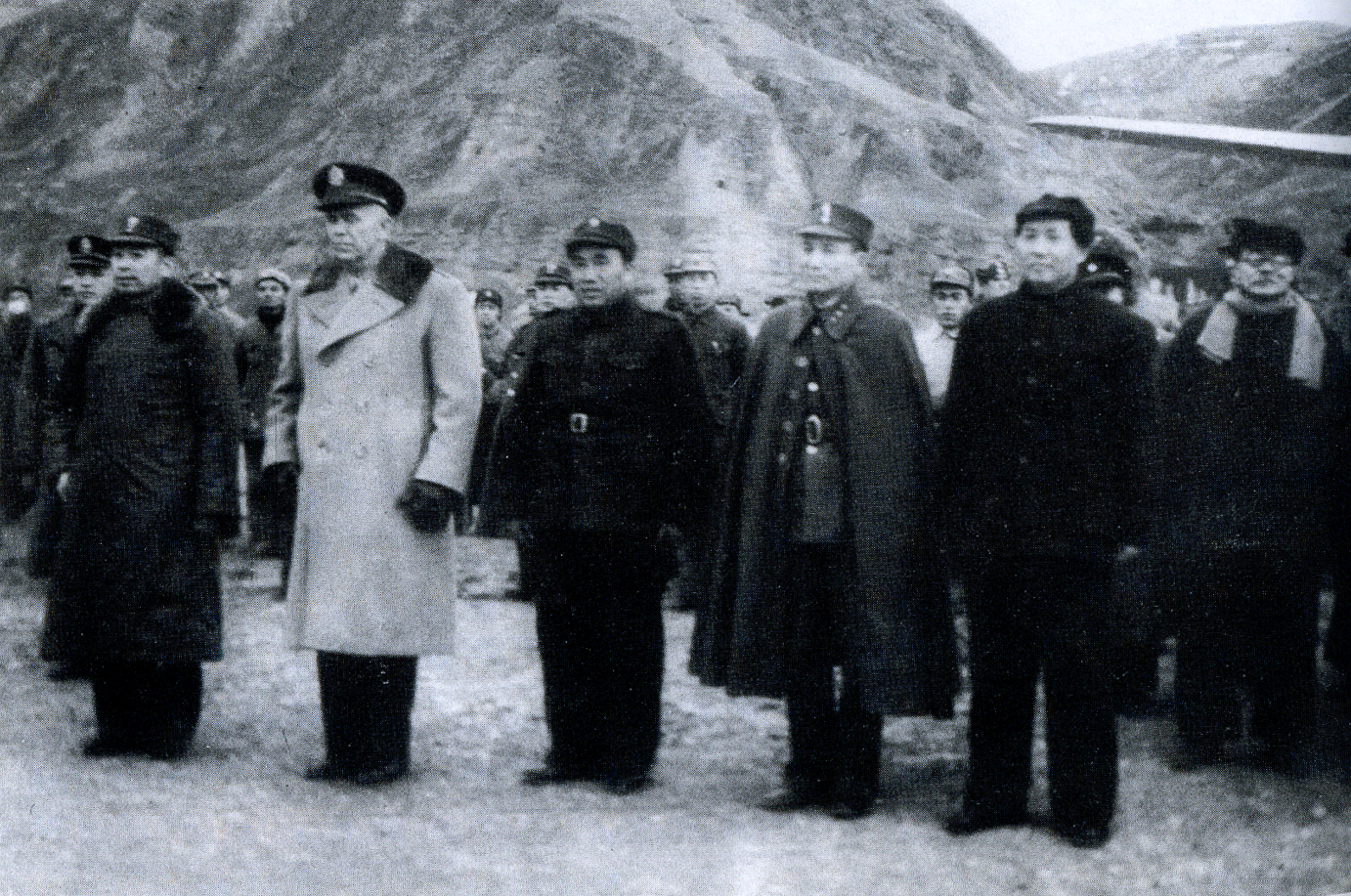
1946年3月4日，延安，三人小组与中共领袖。左起周恩来、马歇尔、朱德、张治中、毛泽东。

政协开幕前，国共达成停战协定。随后几天，张群建议成立军事三人小组，以进行中共部队的整编（随后张群赴成都公职，张治中代理）。马歇尔将军认为军事三人小组很重要，也要求参加。最后在2月25日达成了一个统一方案，即整军方案。
整军方案是国共继政协会议之后的又一重要协议。

#### 政协宪草
2月8日前，宪草审议委员会依据政协决议，每党提交5人，会外专家10人。原由政协会议推定孙科、王宠惠、张君劢、王云五、陈启天、吴经熊、周恩来7人为起草小组，拟定宪草。实际执笔者为张君劢。
颇有意味的是，蒋匀田曾回忆到制宪期间，张君劢与周恩来私下里的亲密来往，“张君劢先生既受国、共之托，起草宪稿，于2月3日即嘱我代为搜集资料，开始撰稿。4日晚，首次在民盟总部邀请中共代表周恩来、董必武、陆定一、秦邦宪诸先生会商所拟定之条文，俟得双方同意的结论，则以之提交审议委员会讨论。并约定以后每晚8时，双方代表会商于国府路三百号民盟总部，议定次日提交审委会之宪稿条文。周恩来等欣然接受，指明以后每晚会商，中共代表为周恩来及秦邦宪两人”。
张君劢这番亲密共产党，冷落国民党的月下约会天长日久自然引起国民党的强烈不满。在宪草正式会议前，对此有所预感的蒋介石约集国民党中央负责人，对宪草决议说了自己的看法。共计12点，其关键部分在于总理遗教，建国大纲，和五权宪法的问题，蒋介石在谈话里仔细说明他对孙中山五权宪法的理解，对政协根本上改动孙中山五权宪法原则的一些做法，尤其是虚化国民大会四权极为担忧，认为国民党有责任维护总理遗教，“尽保障三民主义五权宪法之责任”，甚至说“余为党员，必绝对遵奉总理之遗教及五权宪法之党纲，此则为不可移易之志愿，亦为决心”。可见蒋中正对孙中山五权宪法的遵守已经达到刻板的程度。事实上，后来的国民党六届二中全会提议修改宪法草案，显然跟蒋介石这段谈话有很大关系。
宪法审议委员会围绕五权宪法和政协宪草决议案问题激烈争论，政府方面代表坚持五权宪法原则，即国民大会行使四权。但绝大部分民主党派和共产党则认为政协宪草的改动比较好。随后大会激烈讨论美国（总统制），法国（半总统制），英国（内阁制）等各国政体优劣，傅斯年甚至提出可否仿效苏联政体。由于国民党完全无法以总理遗教为由控制讨论，只好任由这些宪法专家自己选择最佳政体。
而此时张君劢与中共代表的夜间秘密约会也出现分歧。中共因为解放区的缘故，最关心的自然是地方自治一章。张君劢起草的原稿，并未有地方法官民选之规定。秦邦宪激烈要求地方法官民选，其用意显然是为了通过中共早已控制的地方选举来控制解放区司法。张君劢出于司法独立考虑坚决不退让。蒋匀田感慨地说：“惜乎国民党不知内情，始终误认民盟系中共的附庸，而逼友成敌”。
从2月中一直到四月中旬历经两个多月，宪法草案终于走完这些细节讨论而成形，在4月下旬举行最后一次会议。孙科诵读一遍草案，问大家有无意见。此时李维汉又提出地方法官民选的建议，并没有人响应。孙科宣布至此审议委员会使命完成宣告结束。

### 国共关系逆转

#### 较场口事件
中国共产党及经历事件的民主党派描述的经过
从1月16日起，中国国民党重庆市党部派出特务跟踪威胁参加集会的代表。
2月2日，由协进会发起，定于2月10日上午9时，在重庆较场口广场举行庆祝政协成功大会，并推选郭沫若、马寅初、李公朴、施复亮、章乃器等20余人组成大会主席团，李德全（国民党将领冯玉祥夫人）为总主席，李公朴作总指挥。国民党则密谋破坏。
2月10日上午，中国国民党另外组织一个所谓的“主席团”，其成员有吴人初（重庆市教育会理事长）、谭泽森（重庆市工会理事长）、刘野樵（重庆市农会常务理事）、周德侯（重庆市商会理事）、庞仪山（中国国民党重庆市党部宣传科长）等，早早抢占主席台，会场两侧布满特务打手，并有雇佣而来冒充各会会员的“八百壮汉”提前入场。周德侯叫嚷：“我们选占中国人口百分之八十的农会代表刘野樵担任总主席！”并悍然宣布开会。李公朴、施复亮上前阻拦遭到殴打。郭沫若、陶行知、章乃器和新闻记者及劳协会员等六十余人也被打伤。当中国共产党代表周恩来、王若飞等和冯玉祥赶到会场时，特务们才四散离去。
中国国民党描述的经过
2月10日上午，重庆各界在较场口庆祝政协会议圆满成功。开会前，原筹备委员会推李德全为大会总主席。然而自行要求参加的重庆各界人民团体代表则自行推出市农会常务理事刘野樵为总主席。刘氏上台报告，筹委会成员李公朴不满，上前推搡，夺去扩音器。随后台上发生斗殴，台下大乱，筹委会之李公朴、郭沫若、施复亮等人受伤。

#### 反苏运动
1946年2月，因国民政府官员张莘夫接收抚顺煤矿时在回沈阳途中，一行8人于抚顺以西的李二石寨车站，被抢劫搬运东北工业设施的苏联红军劫往南山枪杀，随行7人同时遇难。张莘夫时年48岁。这直接导致中国民众为反对苏联侵犯中国主权而进行游行示威活动。该运动历时仅一个星期。这场运动直接导致中苏关系迅速恶化，而使得苏联在国共两者之间最终倒向中共一方。反苏运动虽未严重损害国共关系，但却对随后爆发在中国东北和整个关内的国共内战的结局影响极大。

#### 国民党六届二中全会
在政协讨论宪草的时候，国民党作出大量让步，政协决议完全推翻五五宪草和孙文五权宪法架构。由于五权宪法明列中国国民党党纲，为国民党奋斗目标，因此政协决议的宪草方案引起国民党中信守总理遗教的部分党员的强烈反对，随后召开的国民党六届二中全会。会上，張強与苗培成提出议案，指责政协决议宪草原则“多不脱欧美宪法之窠臼”，“有违总理三民主义五权宪法之遗教精神”，提议不通过政协宪草修改原则。国民党六届二中全会除了肯定政协决议，商议具体如何实施政协决议的问题外，还通过宪草修改原则：1）宪法须以国父建国大纲为依据。2）国民大会为有形组织，集中开会行使四权。3）立法院对行政院不应有同意权和不信任权，反之行政院不得提前解散立法院。4）监察院不得有同意权。5）省自治无须省宪。
这五点意见与3月15日政协宪草决议并不相符，引起中共方面的强烈不满。3月10日，新华日报“反动顽固派的猖獗行动必须立时制止”，3月14日，新华日报“打击保持法西斯统治的企图”，3月18日解放日报“彻底消灭法西斯阴谋”，3月18日新华日报“出尔反尔——评国民党二中全会”，3月20日，新华日报“宪草修改原则不容变动”，等等。中共認為这是“国民党内法西斯派作为推翻政协宪草修改原则的藉口”，“是一个反动的决议案”。3月31日，原本计划召开通过政协决议的中共七届二中全会延期，并拒绝按照整军协定第四条第一节之规定交出共军的表册。

#### 蒋中正参政会之报告
1946年春，东北问题日益严重，由于厂矿归属问题，苏联与国府极不配合，处处阻挠政府接收东北厂矿，并配合中共占据要塞，国共关系恶化。3月11日，马歇尔赴美述职前召集三人小组最后一次会议，提议关于派遣执行小组赴东北授予执行部命令草案，共五点，后两点指出政府有权占领为恢复东北主权必要之各地区，政府为恢复主权所必须占领中苏争议之地区（包括煤矿），共军需要撤退。苏军撤退后，政府军队恢复主权时，共军不得先行占领。然而周恩来反对后两条，政府为尽快达成协议，作出重大让步，把后两条删除并改为以后继续商谈，这等于承认中共在东北之地位。
恰在此时，蒋介石在国民参政会四届二次会之政治报告的几段内容引发国共的强烈冲突。他说：“东北九省主权的接收没有完成之前，没有什么内政问题可言。如果有人在东北主权没有收回，外交问题没有解决期间，提出内政问题，作为对中央交涉的条件，在这时候必要妨碍我们主权的接收，加重外交的困难，那就不知道他们的用意何在”“国内党派之中有借着外交这样困难的局势来要求政府，必要承认他非法的地位和特殊的权利，求得其私人党派的利益，而置国家生死存亡于不顾，这种害国殃民的工作，是万万做不得的”“我们中央对于东北的职责，现在只有接受领土，恢复主权行政的完整”，“中共代表之意见，显然要使他东北共党部队，以所谓‘民主联军’，及其非法制造的所谓‘民选政府’的名义，来阻碍作政府接收主权的企图，取得他合法的根据”，政府“故有向大会申诉的必要”，“政府对东北问题所取的方针，政府对于东北九省，只有接收主权，推行国家的行政权力；军事冲突的调处，只在不影响政府接受主权行使国家权力的前提之下进行”，“东北的中共部队，希望他们停止蹂躏民众，强制民众，伪造民意，妨碍国家主权行政的行为，尤希望他们接受统编方案，加入国军，为国家民族努力服务”。
对此中共反应激烈。恰这个时候，张群早在1月初对停战协定不明确写明政府接收东北为例外可能会使政府成为违反协定之靶子的担心果然应验。周恩来开始指责在停战之后政府继续接收东北，“这是政府军队首先违背停战协定的证明”。不仅如此，对于东北历史问题，周恩来宣称挂靠苏联的东北抗日联军是中共指挥的，“谁又在东北组织游击队，发展为抗日联军，坚持十四年的抗日战争？”“连日寇也承认，八路军二十七年打到热河，二十八年打进辽宁，创造出冀热辽军区，谁能抹杀这许多事实？”“谁还说十四年来中共未在东北抗过日，未组织过抗日联军，没有共产党员被敌人捕杀，甚至敌人投降前，东北并无中共部队”。
此时的周恩来仍然是论辩讲理的语调，而4月6日延安解放日报社论“驳蒋介石”中指责蒋介石完全撕裂国共关系。社论称“中国人民不能不在此严重时机，警告蒋介石与法西斯反动派，你们过去被迫接受停战协定，政治协商会议和整军方案，以为主要的由于国际的压力，只要这个压力暂时的减轻了，你们就又可以故态复萌”，“中国人民已经决心为反对增兵东北，为制止东北的内战”，“为坚持结束独裁训政，即国民党一党专政”，“为坚持民主的宪法，即坚持国会全权制，立法院对行政院的同意权与不信任权，监察院的同意权与省得制定与国宪不相抵触而中央政府不得予以变更的省宪”，“为坚持国民党军队的彻底统编与彻底国家化而准备作不屈不挠的奋斗”，“人民绝对不能让步”，“如果法西斯反动派非要反动到底决不甘心，那么，中国人民已经知道应该怎样正确对付了”。
这篇社论表明，国共关系已经接近全面破裂。总而言之，国共的主要分歧在于：政府坚持首先依照中苏条约的规定，完全收回东北主权之后再和中共协商内政问题，政府军遇到障碍即以军事解决，冲突所在多有；而中共则指责政府破坏停战协定（因未明写东北例外），挑起内战。

#### 中共突袭长春北满
4月14日，苏联军队从长春向北沿铁路线撤退到哈尔滨。接到苏联情报的中共在苏联撤退一个小时内向长春机场刚刚抵达的国军发起攻击。次日，中共向长春进攻，当日攻下市区主要街道据点。有媒体发表“可耻的长春之战”指控中共使用平民当人体盾牌。
对于中共的做法，民盟默不作声。这加剧政府认定民盟是中共外围组织的成见。
4月24日，苏军自哈尔滨撤退，得到苏联通报的中共随即占领哈尔滨。4月28日，苏军从齐齐哈尔撤退，同样得到情报的中共立即占领齐齐哈尔。至此，长春以北整个北满完全落入中共之手。

### 最后的和平

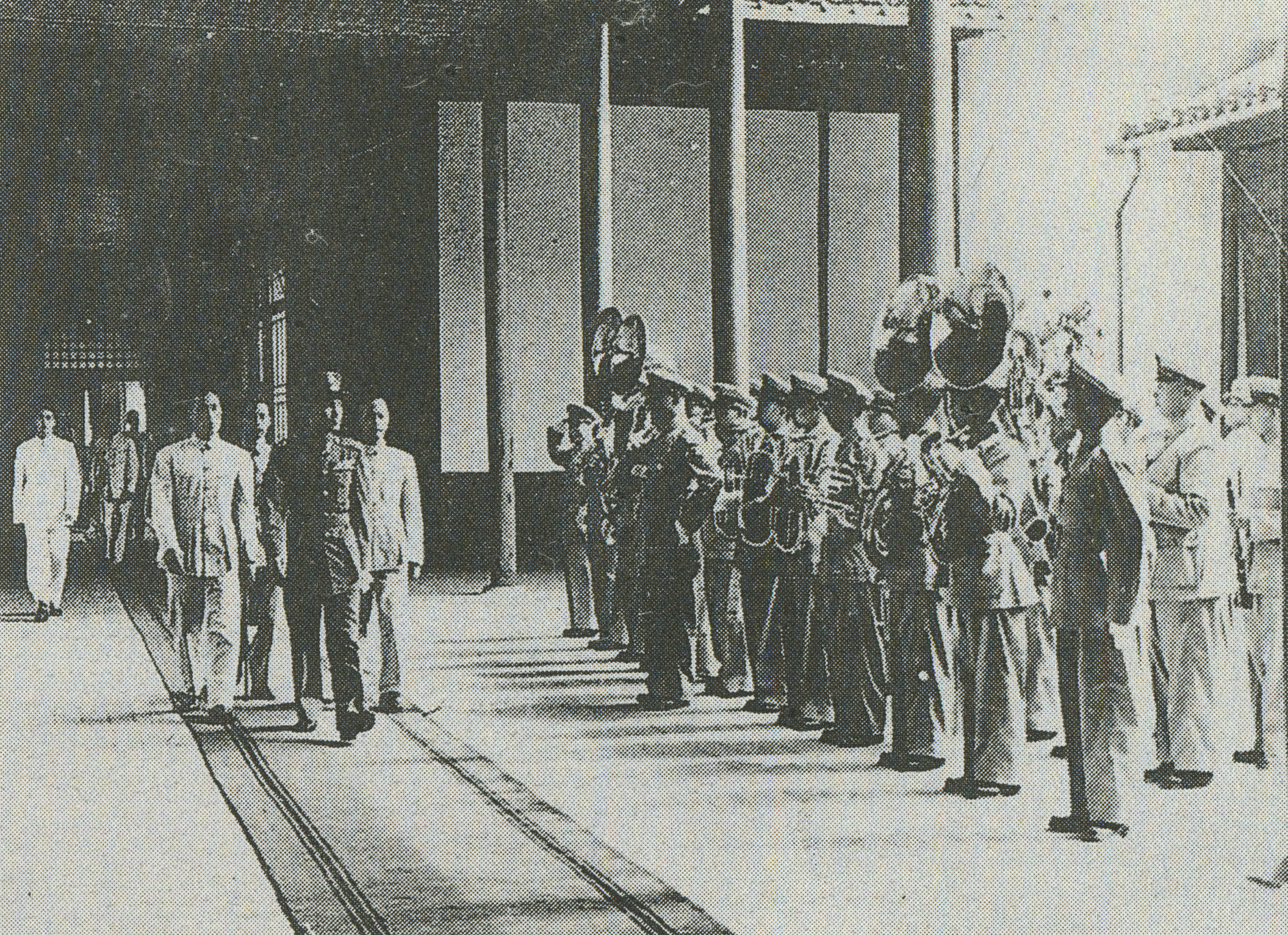
1946年5月5日国民政府还都南京

4月底，中共占领满洲北部之后，又因国共报纸，发言人之互相驳斥，国共谈判的形势极度恶化。由于中共拒绝在改组政府之前提交国大名单，政府不得不宣布原定于5月5日的国大延期。5月5日，国府还都南京。
从4月底到11月中，国共的谈判几乎毫无进展。其谈判议题重要集中在以下几个方面：
1. 改组政府。中共坚持要求在国府委员会有10名代表（此提议遭到青年党反对），并明确要求共产党与民盟代表超过14名，以便行使否决权。而政府多次让步后只同意最多13名（且第13名来自中共推荐的无党派人士），不能再行让步[79]。
2. 东北停战问题和整军方案。

中共占领北满后，双方冲突愈演愈烈。5月19日，政府军攻占四平街，4天后，中共被迫放弃长春。此时，马歇尔施压国民政府，以停止援助相威胁，要求暂时休战。自6月6日，东北暂时休战，即第二次停战令。从6月6日停战开始，到22日停战结束，仍未达成协议，不得不将停战令延迟8天。争执较为激烈的是在军事调处部所属执行小组内，美方代表有无最后决定权的问题。提出问题的是国府，最终让步的是中共。到了29日大致有了协议，但是唯一的一点争议即苏北共军撤走后的地方政权问题。国府要求接收，中共坚持依照政协原则选举改组。双方在此一点上再也没有让步，终于到了6月30日，苏北政权问题仍旧没有解决。
由于没有协议的缘故，大规模军事冲突在关内爆发。7月3日，国防最高委员会宣布本年度11月12日召开国民大会。由此国共又增加一个麻烦。由于国防委员会单方面宣布召开国民大会完全违反政协决议中由改组后的政府召集国民大会的规定，自然招致共产党和民主党派的反对。同一天，蒋介石指定王世杰，陈诚，邵力子，周恩来，董必武五人会商苏北政权解决问题，仍无结果。7月12日，马歇尔再度介入调停，同时美国政府7月10日任命司徒雷登任新驻华大使，协助马歇尔调停。
在此期间，国方认为必须先解决军事问题，后解决争执问题。共方提出苏北行政问题，应由政协综合小组协调，使得军事问题和政治问题同时解决。双方没有让步，结果内战越打越烈。马歇尔，司徒雷登两人在8月10日发布声明，对7月来的谈判总结。声明说主要的症结在苏北政权问题，同时也指出军事冲突扩大，有蔓延至全国的危险。
8月16日，鉴于国共内战形势有利于中共的方向转化，周恩来表示，中共不再坚持先下停战令再展开协商，但是政府必须保证谈好之后即下停战令。这就等同于何时下达停战令取决于何时中共因军事问题不利作出让步而‘谈好’。同时提出国府委员会的20个名额分配问题。行使否决权需要14个名额，双方在这个问题上争执长达一个月，最后还是围绕13和14两个数字迟迟不让。
更加严重的是，9月下旬，中共开始公开指责美国。9月23日，中共发动美军撤出中国周，要求美国撤退所有因二战而停留的驻华美军，并停止对国民政府的一切援助。重庆新华日报在9月29日发布“一年来美国干涉中国内政纪要”，把美国调停说成了干涉中国内政帮助国民党打内战。马歇尔感到苦恼，他跟周恩来说，如果中共明确不再相信他的公正立场，他就退出调停。
9月30日，政府军竟于下午进攻中共最重要的一个战略据点张家口，并有意在任何恢复谈判行动前，先取得张家口。中共致函马歇尔声明，如果政府不立即停止对张家口及其周围的一切军事行动，中共不能不认为政府业已公然宣告全面破裂，并已最后放弃政治解决之方针，其因此造成之一切严重后果，当然均由政府方面负责。当天，蒋介石致函马歇尔，表明政府最大让步仍然是国府委员中共8名，民盟4名，无党无派名额中1名，由中共推荐政府同意，共13名。中共应立即提出国大代表名单，政府委员名单。为切实实施整军方案，规定中共18个师驻地，中共应按照期限进入驻地。

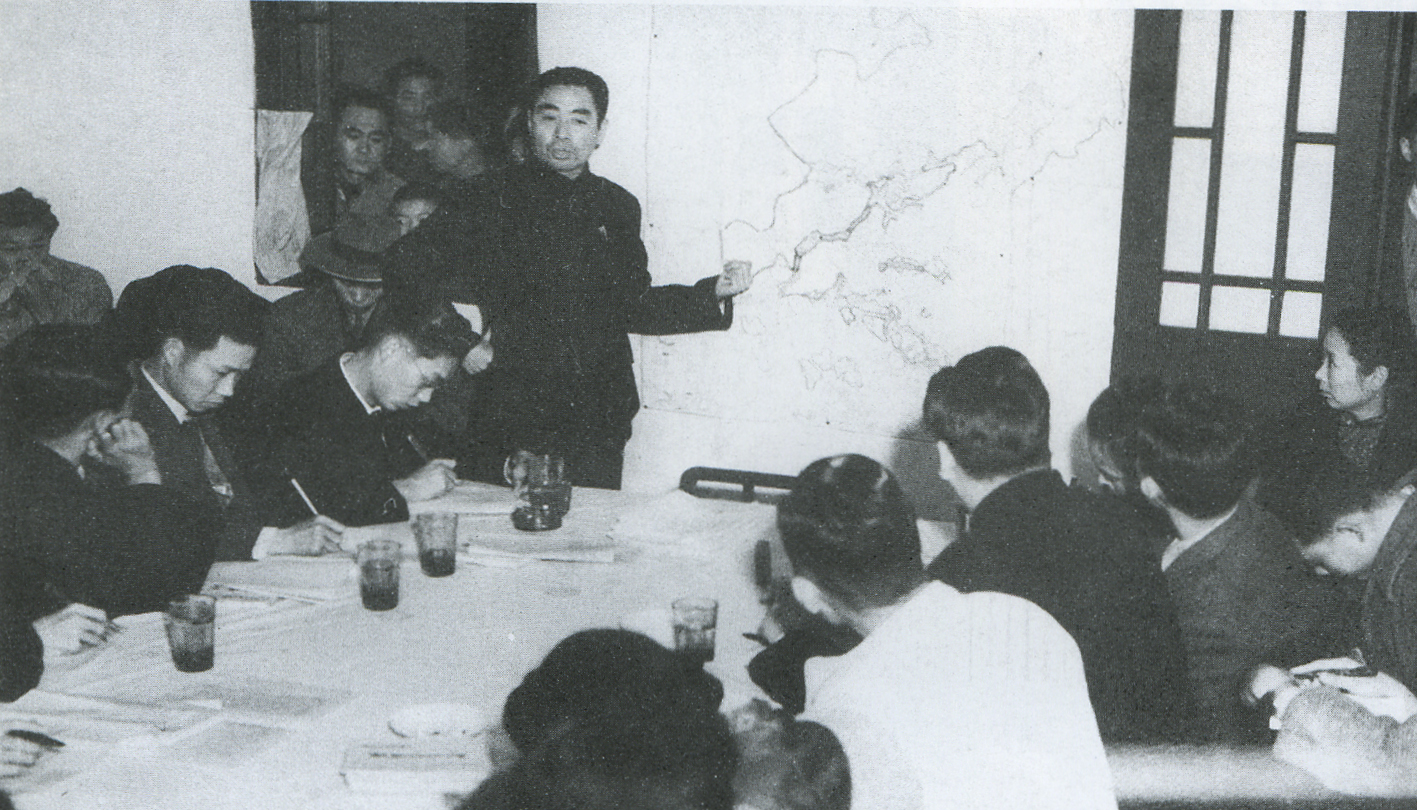
中共拒绝提交国民大会代表名单，国共谈判破裂，周恩来在11月16日南京记者招待会痛斥国大

马歇尔，司徒雷登与蒋介石举行会议，在马歇尔再度施压下，最后10月2日，蒋介石同意停止向张家口进军，以10天为期，其间三人小组举行会议。最后国共同意休战令由美国发布，国共不再发言。10月9日，周恩来致函马歇尔，宣布中共立场：1）为了行使否决权，中共及民盟必须在国府委员中获得十四名，才可以保证和平建国纲领不被单方面变更。2）国大名单仅能提交至改组后的国府。3）为切实实施整军方案，应规定双方军队驻地，而不应只规定中共军队驻地，政府军可以自由移动。马歇尔的调停到此为止已经完全失败。
10月10日国庆，蒋介石发布告全国同胞书，表示“打开目前国内僵局，政府仍采和谈方式”。同一天政府军在中共微弱抵抗的情况下攻占张家口，同日攻占中共在热河最后一个据点赤峰。马歇尔对国民政府举动异常愤怒，遂割断美国对中国的军援。
国府在10月10日宣布确认11月12日召开国民大会，还政于民，结束一党专政。中共声明，“今日一切会谈如欲其有真实结果，必须承认停战，政协两协定的神圣效力，即承认恢复1月13日国共双方军事位置为一切军事商谈的准则，承认实行政协一切决议为一切政治商谈的准则。本党以为，蒋介石与马歇尔应该重视自己的信义和人格，没有任何理由推翻自己所签字的神圣协定。只要他们有这种最低限度的诚意，本党一定继续与他们通力合作，以求和平的真正实现，民主的真正开始”。这个声明所提的恢复1月13日状态和完全实行政协所有决议，以作为一切商谈的准则，显然是无法立即实现的。
马歇尔此时已经无能为力。第三方面民主同盟，青年党不得不出面调停国共冲突。梁漱溟、莫德惠等人起草一个具体的解决方案，即：1）制定齐齐哈尔、北安、佳木斯为中共军集结地点。2）东北铁路沿线有四十一县，中共控制二十个县，请他们交出，政府只派警察接收。3）依据政协决议，召集综合小组。商决政府改组问题，一致参加政府；然后商决国大问题，一致参加国大。同时尽速召开宪草审议委员会，完成宪草修正案。最后大家一致签名，一份交给政府，一份交给中共，一份交给马歇尔。

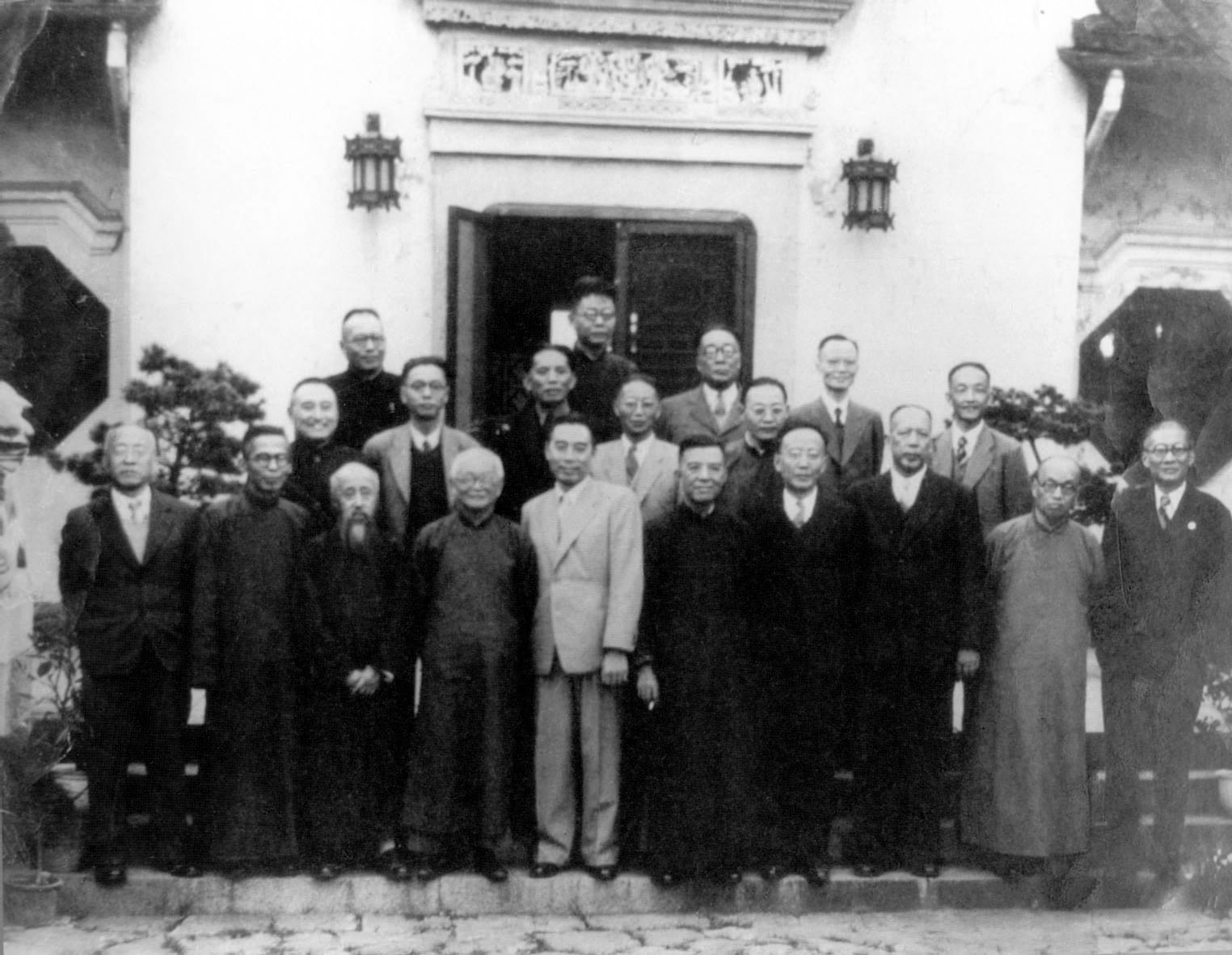
1946年（民国三十五年）10月，国共代表与第三方面代表合影，当时谈判已经濒临全面破裂

这个方案是10月26日送出去，梁漱溟、莫德惠和李璜交给中共。周恩来不仅没有接收，而且还痛骂该办法起草人梁漱溟一大顿，又继之以大哭，使得第三方面只好设法收回。黄炎培找到政府代表孙科那里，谎说漏写一条，将其收回。随后到马歇尔家里，幸好马歇尔不在，顺利取回。两份方案收回后，交到周恩来那里，当面声明作废，这才让周“收泪息怒”。第三方面见蒋介石时，蒋介石同意在东北问题上继续作出让步，沿长春铁路各县政权政府先接收，但其他各县可以考虑改组后的国府委员会解决。东北之国军与共军，可暂驻原地，应即由三人小组会议，依照六月间所拟定东北军队驻地，定期实施。而政治方面，国大名单和停战令必须同时发布。至此国共最大的分歧在于，政府要各方面提出国大名单与停战令一并发布，中共则要先改组政府和行政院，且要无条件停战。第三方面建议国共直接商谈。这意味着第三方方面调停完全失败。
此时中共担心其他政党全部参加国民大会导致中共被孤立，周恩来开始争取第三方面不参加国民大会。周恩来告诉李璜、胡霖、章伯钧，“蒋介石是拿停战作为交换名单的诱饵，是假停战”，希望“第三方面人士要团结，这次谈不成，将来还会有机会”。由于国大迫近，第三方面是否参加国大也发生分裂。青年党经过一番讨论，最后决定参加国大。民主同盟出现分裂，其中的民社党张君劢等人决定参加国大，民盟其他人员最终与中共站在一起，不参加国大。
国府为争取中共参加国民大会作出最后努力，11月8日单方面颁布无条件，无限期停战令，“以示政府和平忍让之意”。同时蒋介石发表一则声明，对政治问题所持态度详尽说明，“依照政治协商会议所决议，国民大会原应于本年五月五日召开，但中共与各党派拒未提出其代表之名单”“现国民大会依法选举之代表，均已如期报到，国民大会实不能再予延期，以增加政治军事不安，而加深人民之痛苦。且召开国民大会，为政府还政于民唯一合法的步骤，亦不能再有稽延。”“余载十月十六日之声明，实已表示最大之忍让，希望中共予以接收，以解决一切未决问题。政府对于中共期待其与各党派同循民主之轨辙，而在军队上必须使任何政党皆不能拥有军队，而任何军队均应为国家之军队”，“政府一面保留中共及其他党派在国民大会应出席代表之名额，仍望其随时参加制宪；一面希望中共立即派出代表，参加军事三人小组会议”，“以和平之方式，达成政治民主化，军队国家化之目标”。
中共《解放日报》则发布措辞强硬凶悍的文章，大加批驳，“蒋介石氏于十一月八日发表声明，决定违背政协决议和全国民意，在一党专政的情形下召开其一手包办的所谓国民大会，以通过其所谓宪法”，“此次停战令和历次的一样，不是什么停战令，而是继续大打的作战令，全国人民切记不可上当”，“召开分裂的御用的国大”“就连小孩子也欺骗不”。
11月10日，周恩来在交通银行会议室说：“国大一开，一切均完了，我们一定回延安”，“假如国大延期无望，我一定回延安了”。这个决定与中共中央10月13日“不主动宣布谈判破裂”的指示完全不同。值得注意的是，10月29日，苏联密派国际局副局长维辛科夫到延安与毛泽东会晤，认为“国际局势已渐趋对中共有利；若参加国民党包办之国大，势必走至毁灭之路；如中共能将目前之政权维持到明年冬天，则其时苏联即可与中共并肩以赴国际预料之危机”。
11月12日，为等待第三方面交出名单，大会延期3天。最终，青年党和民盟之民社党交出名单。11月15日，制宪国民大会召开，中共和民盟未能交出名单，国大仍其保留名额，随时等待其参加。这种情况下，国共关系完全破裂，周恩来于11月19日返回延安，董必武继续留守南京。
总之，国共最后破裂的原因如下：
- 中共和民盟坚决要求在国府中占有十四席，以行使否决权，而政府只愿意给十三席。
- 9月底国军大举进攻张家口。
- 10月底，苏联派代表游说中共勿参加国大。
- 11月12日，政府单方面招集国民大会，中共则坚决主张非停开国大不可。

从此之后，国共内战完全进入失控状态。1946年10月底，苏联国际局维辛科夫允诺中国共产党：「维持到明年冬天，则其时苏联即可与中共并肩以赴预料之国际危机。」:246。

## 尾声

### 制宪国民大会

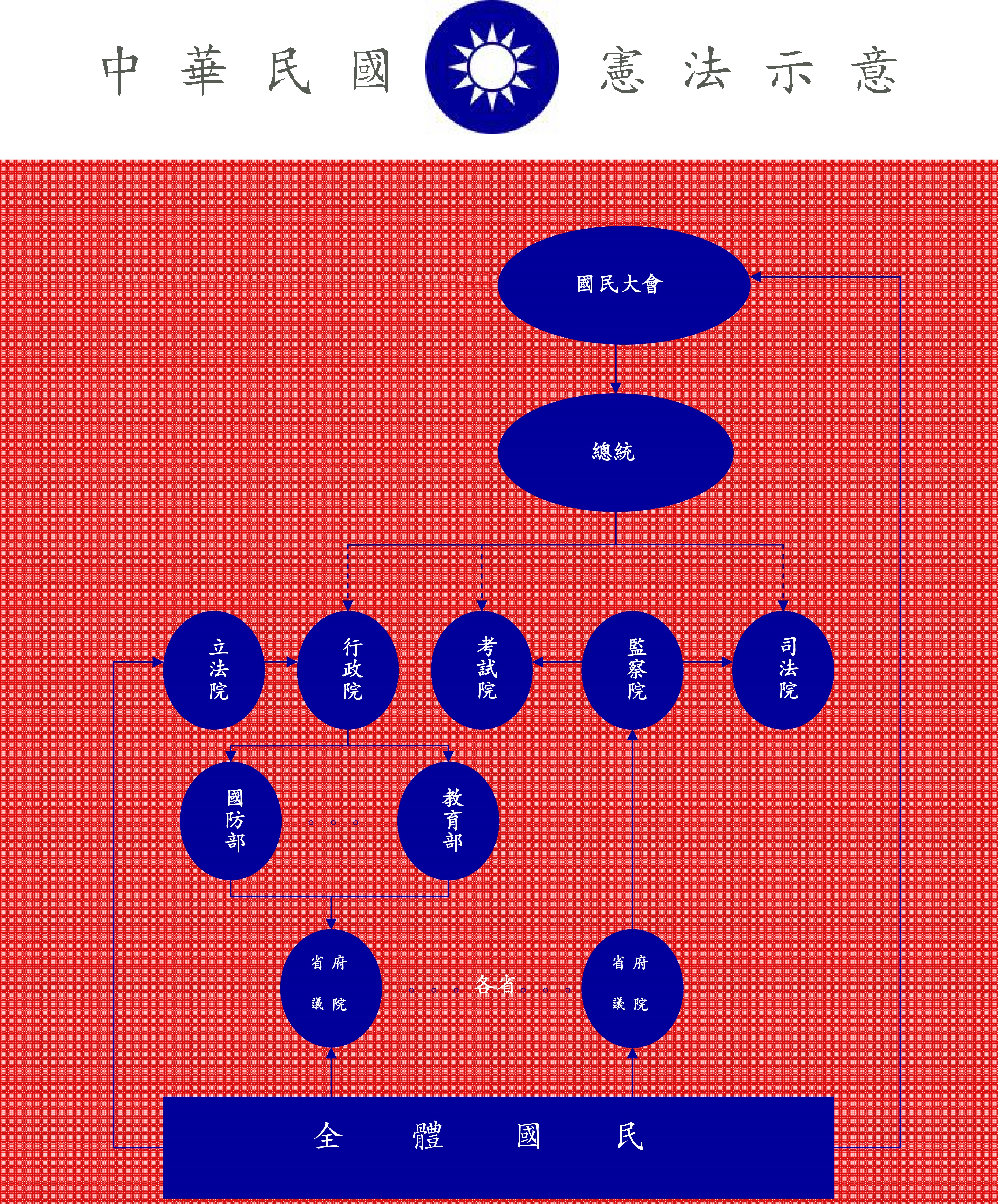
制宪国民大会所通过的中华民国宪法示意图（至今仍部分在台湾适用）

制宪国民大会在中共和民盟缺席的情况下于11月15日召开（仍满足四分之三以上到会之开会条件）。其与国共谈判和政治协商会议相关者为两点：
1. 宪法最终版本基本采用曾经过中共同意之四月底宪草审议版本。由于宪草审议委员会在四月底之后就未再继续运作，因此最后提交于国民大会的宪法草案就是四月底的版本。蒋介石介绍了制定宪草的艰难经过，又说道“今天国民政府将宪法草案提交国民大会以后，可以说政府已经将国家的责任交给全国人民了”。国民大会分为八个审查组审查宪草。颇为让人惊讶的是，一周之后，百分之七十的宪草条文竟又回到五五宪草的状态。盖大多数国民党代表饱受三民主义熏陶，认定五五宪草较符合国父遗教精神。民社党蒋匀田着急之下，宣布如果没有恢复到政协宪草的希望，民社党将退席。当晚，蒋介石宴请蒋匀田，蒋匀田婉言相告，希望不要让大会失败，落得共产党笑话，更不知史家如何记载。在这种情况下，蒋介石劝说国民党国大代表服从党的纪律，尊重政协承诺，维护来之不易之团结，把宪法返回到政协宪草状态。张知本不以为然，列述政协宪草违背国父遗教种种，孙中山嗣子孙科站起来反驳说，时代已经变了，总理的学说未必尽使用于现在。大家看到蒋介石和孙科的表态，无言以对，首肯而散。第二天下午，国大召开紧急会议，将所有删改之政协宪草各条，重行恢复其原文。国民党代表也服从党纪律，同意恢复原条文。一周之后，宪草又大部分恢复政协宪草原样，新加入之条文与政协宪草基本原则不冲突即保留，例如“考试院可向立法院提出法案”。蒋匀田满意地说三读后通过的宪法“百分之九十以上皆系政协宪草原文”[92]。新宪草通过之后，除少数左倾者和中共大加驳斥之外，大部分均与赞许。纽约前锋论坛报声称“此新宪法，远较国大会中讨论所可预料之文献为优”，“凡此皆赖蒋主席在国大坚持通过以本年初政协会议各党派所同意之原则为基础之宪法”。华盛顿邮报称“中国此次通过之新宪法，极与政协决议相符合，除非别有用心者，必不忍反对之也”；日本朝日新闻称“新宪法之通过，为中华民国民主化途中之里程碑”[93]。
2. 制宪国民大会前后马歇尔与国共之关系。政府军九月进攻张家口时，中共已经开始指责马歇尔支持蒋介石打内战。又因马歇尔春夏多次向政府施压，以停止援助相威胁，实施停火，国府对马歇尔也同样不满。11月13日，国大即将开幕，马歇尔与周恩来就缓开国大会谈，周恩来对政府措辞严厉以回延安威胁。马歇尔希望周恩来回延安后，请中共中央决定是否希望他个人继续目前的工作，如果延安对他失去信任，他将无法继续调停。他愿意等待延安的回音[94]。从此之后，沮丧的马歇尔对国民政府的态度变得十分恶劣[95]。圣诞节那天，宪法正式通过。不愿意列席会议的马歇尔读到新宪法后评价说：“国民大会确已通过一部民主的宪法，该宪法在各主要方面均与政治协商会议所定之原则相符，通过之宪法即已包括共产党所要求之各项要点，而中共竟认为不宜参加大会，殊为不幸”[96]。显然马歇尔还天真地以为中共在乎的是宪法而不是解放区。几乎是在同时，延安给了马歇尔正式答复，即毛泽东新年文告声称“反对美国帝国主义侵略政策的统一战线”将在民国三十六年迅速发展壮大，而“按照美国政府旨意行事的”国民党正忙于“用一个分裂的国民大会和一部独裁宪法打扮他们自己”以便于使他们的战争和美国的援助合法化。这时候解放日报一篇社论更是对美国的攻击达到肆无忌惮的程度，“美国帝国主义及其在中国的走狗”是“代替德，意，日法西斯的地位而成了世界的侵略者和全人类的公敌”[97]。此时马歇尔决意离华，杜鲁门总统聘请他为国务卿（后来他提出马歇尔计划）。临走的时候，他发表一份声明，详细说明和谈失败的原因，乃在于两党之间的彼此互相怀疑和完全的互不信任，“一方面，国民政府领导人强烈地反对共产主义制度，另一方面共产党直言不讳地声明他们是马克思主义者，并且要为在中国建立共产主义政治制度而努力，虽然先要经过美英式的民主政治形式”“纯粹的共产党人则毫不犹豫地采取激烈的措施以达到他们的目的，例如断绝交通以破坏中国的经济和制造便于颠覆和瓦解政府的局势，而不顾被波及的人民直接承受的苦难”“我希望能向美国人民声明，在故意歪曲和诬蔑我国政府的行动，政策和目的的方面，（中共）的宣传毫不顾及真象，毫不顾及无论什么样的事实，清楚地证明其坚决的目的在于欺骗中国人民和世界舆论，在于煽动对美国人不满和憎恨。面对这种公然的污蔑和对事实的完全漠视而要保持沉默是困难的，但是否认只会导致 必须每天加以否认，这是一个美国官员所不能容忍的行动方针”[98]。

### 制宪大会后和谈之努力

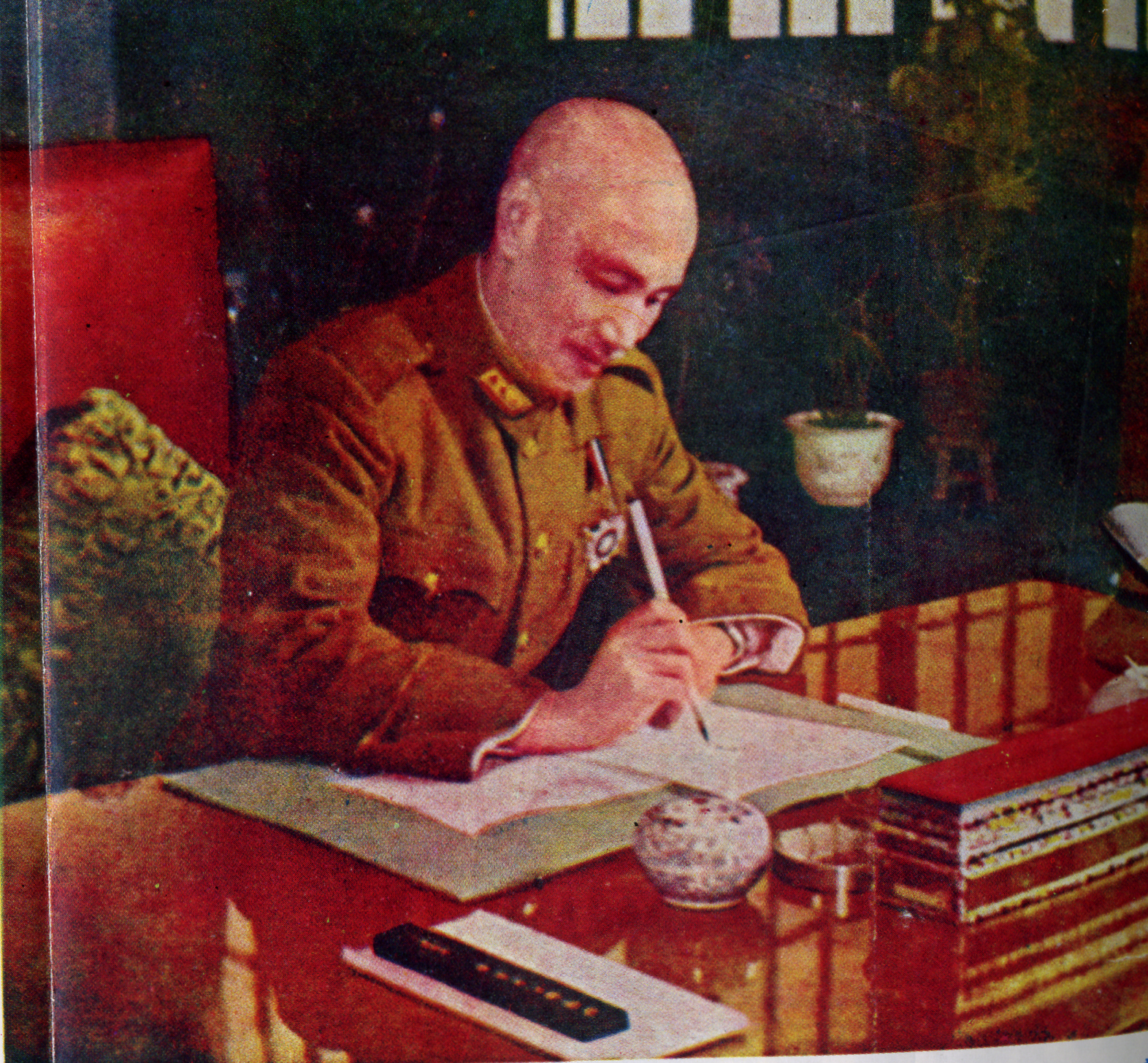
1946年12月31日，蒋中正签署宪法，宣布1947年为行宪年。

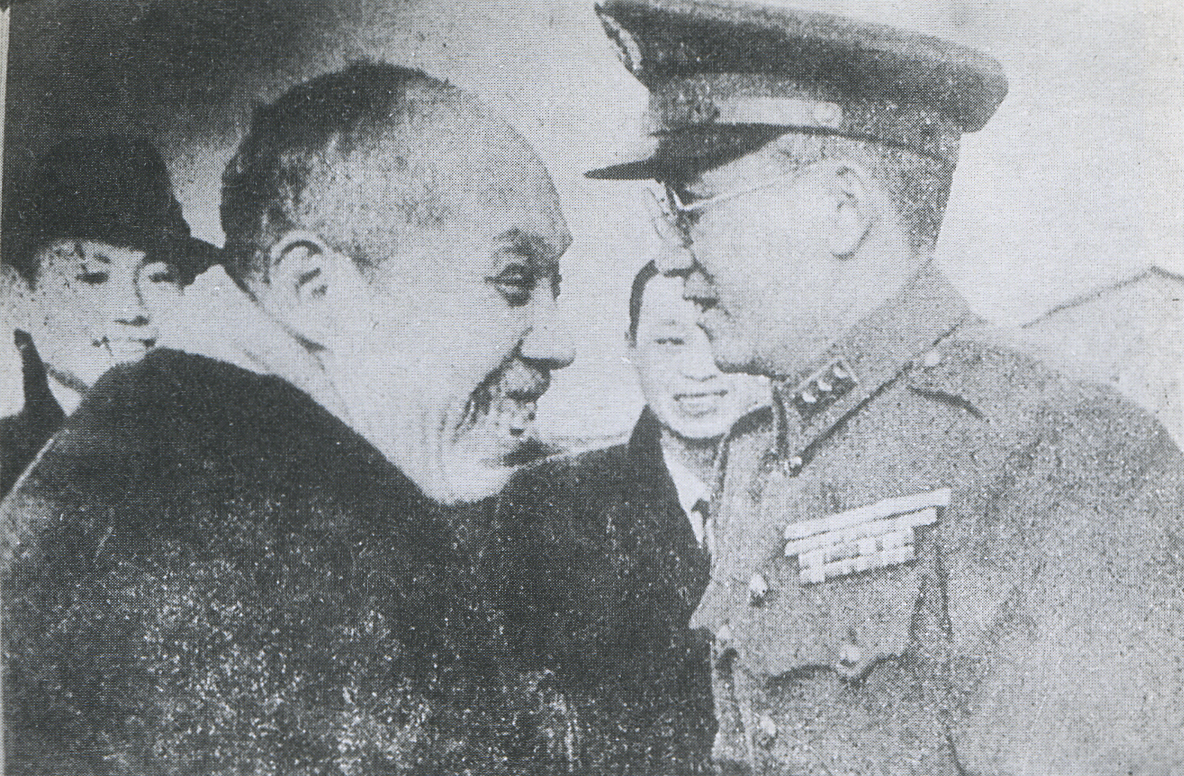
1947年3月7日，最后一批中共代表团离开南京，国共谈判彻底破裂。

1947年1月，《中华民国宪法》通过之后，国民政府应马歇尔要求，先后三次呼吁中国共产党能进一步举行圆桌会谈，以政治方式解决两党争端。1月7日，马歇尔临行前最后提议，依照政协会议关于政府问题的决议，尽速改组政府，并保留若干席位以待中共及民盟回心转意。1月9日，政府宣布，愿意在延安和共产党人讨论一个“停止冲突和改组政府的全面计划”。然而中共驻京代表团留守人员反应冷淡，董必武声称，除非国民政府答应中共两点要求（即废除宪法和双方军队回到1946年1月13日的位置），否则在延安就没有什么好谈的。立法院长孙科发表声明，呼吁各党派举行圆桌会议以解决存在的分歧。这也遭到中共的怀疑，他们显然倾向于把它看成仅仅是国民政府的又一次和平攻势。
周恩来回应马歇尔的声明，把他批评地体无完肤，“马歇尔将军明知去年召开的蒋记‘国大’是破坏政协决议及程序的，但他却故意说它通过的独裁宪法是‘民主宪法’，其中主要部分均与政协原则相符合，且似已包括中共要求在内。这真是欺人之谈。去年蒋记‘国大’通过的独裁宪法，其主要部分与政协原则相反。政协主张保障人民自由，蒋宪则限制人民自由。政协主张保障少数民族自治权，蒋宪则取消少数民族自治权。政协主张省为地方自治最高单位，自订省宪，实行地方均权主义，蒋宪则取消省宪，实行中央集权主义。政协主张中央政权实行联合政府的责任内阁制，蒋宪则恢复‘五五宪草’的总统独裁制。马歇尔将军想以实行蒋宪，改组政府的办法，算作结束一党专政，为蒋介石独裁政府找出路，结果只会使它更加失信，更加孤立，绝对得不到人民拥护”。这些谴责里面除了“取消省宪”与事实基本相符外，其他各条均与事实不符。
随后，国民政府为了进一步表示其谋和的诚意，乃于1月16日再度决定派张治中赴延安谈判，提出四项方案以作为恢复和平谈判与改组政府的依据经司徒雷登转交中共：
1. 政府愿意派员赴延或请中共派员来京继续进行商谈，或举行圆桌会议，或邀请各党派及社会贤达参加。
2. 政府与中共立即下令，就现地停战，并协商关于停战之办法。
3. 整编军队及恢复交通，政府愿仍根据三人会议及过去协议之原则继续商谈军队驻地，整编程序。以及恢复交通之实施办法。
4. 在宪法实施以前，对于有争执之区域地方政权，政府愿意于中共商定公平合理之解决办法。

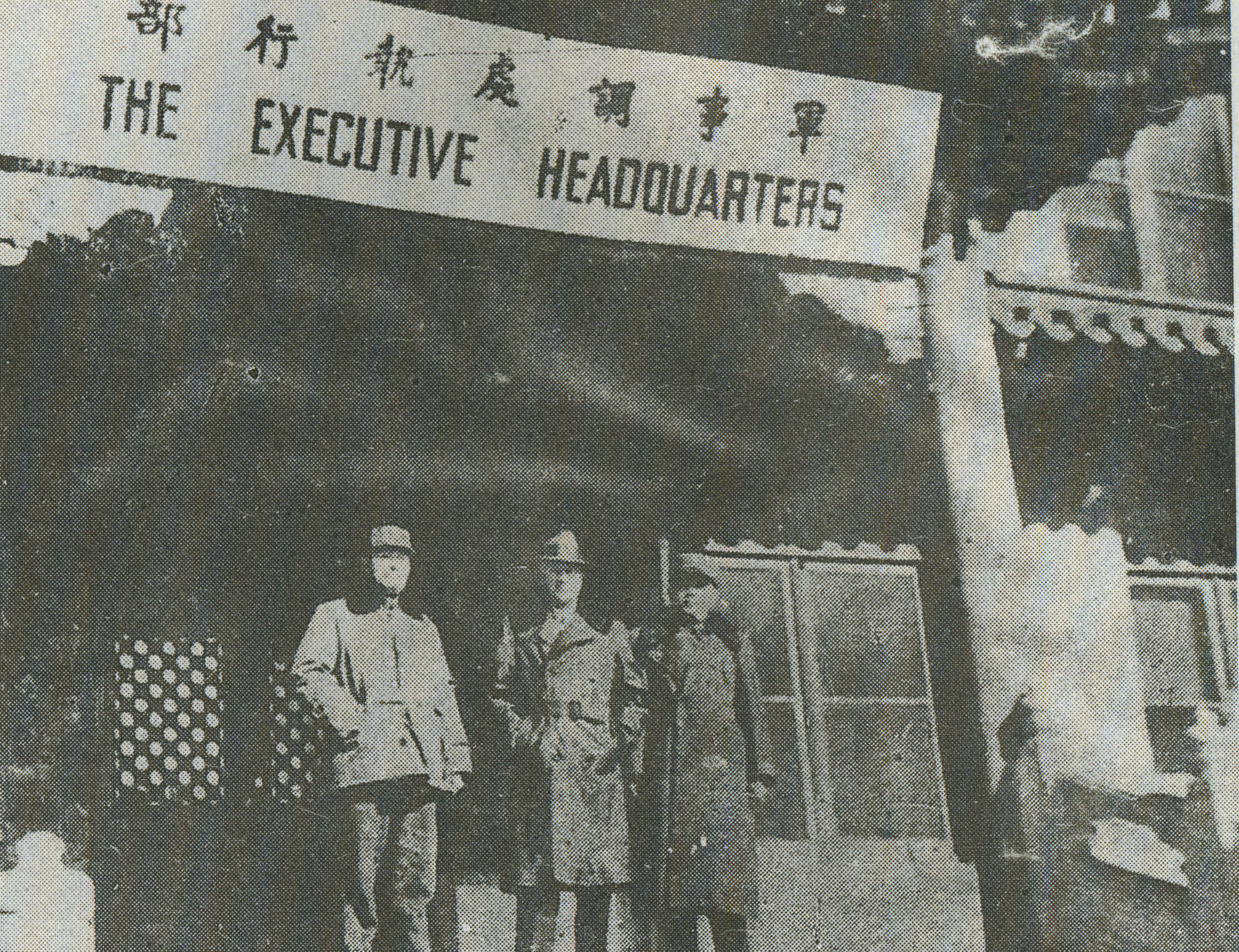
北平军调部三人小组：叶剑英、郑介民、罗伯逊

中共次日再度回答必须答应前提出之两项条件，方可恢复和谈，否则无派员之必要。3天后，1月20日，政府公开发表声明，再度要求中共与政府相忍为国，继续和谈，以实现政协军队国家化，政治民主化的目标，对于中共两项条件，“政府已经收复之地区如一经撤退，则该区人民之生命财产即无所依托。恢复秩序，保护人民，乃为政府之职责所在，何忍使人民再遭仇杀之惨祸？如中共果有和平之诚意，尽可依照三人会议所已成立之整军与统编各方案实施，则一时之军事位置，自无争执之必要”，“制宪国民大会乃由全国各民族，各省市各职业代表所组成，而且政协决议早已规定各党派及社会贤达亦皆共同参加，绝非如中共所称系国民党一党包办者”，“况且其所通过之宪法，亦即根据共产党与各党派共同参加之政协所协议之原则，及宪草审议会根据该项原则所制成之宪法草案，中共实无理由可以反对”，“深盼中共体谅政府相忍为国，力求政治解决之苦心，捐除成见，继续协商，政府仍愿以最大之忍让，竭诚相与，虚怀接纳，特再揭櫫恢复和平方案，以为继续和谈与改组政府之依据”。1月25日，中国共产党中央宣傳部長陆定一发表聲明，反駁中國國民黨中央宣傳部1月20日關於政府《和平方案》之聲明，指出政府之《和平方案》無誠意可言，全係騙局。:8272“废除伪宪法（指中华民国宪法）和恢复1946年1月31日军事位置，是恢复和谈的最低限度”。于是，国共和谈最后的机会，随着中共坚持的两个不可能条件而彻底关上大门。
关于这三次谈判，后来被中共定为右派份子的第三方面人士梁漱溟坦率地说内战责任在蒋介石出尔反尔，言而无信，最后占领大片地盘，“国方在军事上已心满意足”后，逼得共军不得不反击。梁漱溟写到：“综观前后，过去（七月半至十一月半）一段，是国方要打。十一月半以后是共方要打。”因为“国方在军事上已经心满意足，确乎不想再打。然而共方却是积愤填膺，非打不可。”文中一句“民国三十五年十一月中旬以后，要打内战的是中共，而非国民政府”，则被人断章取义，当成中国共产党挑起内战的根据。中国共产党认为，是中国国民党发动和平攻势，试图嫁祸共产党；国民政府认为，是“我政府迫不得已乃忍痛動員，從事戡亂，這是最近的歷史事實”。
1947年1月29日，美国宣布撤退北平军事调处执行部的美方人员，同时中止三人小组的关系。国共美三方关系解除，马歇尔调停彻底失败。
2月28日，首都卫戍司令部、淞滬警備司令部、重慶警備司令部分別通知駐南京、上海、重慶三地中共人员，限於3月5日前撤返延安，并強令关閉重庆《新华日报》社。:82973月3日，董必武回中共辦事處後，即往訪張治中，詢問政府有無致中共人員撤離南京、上海、重庆三地之正式公函，及政府是否表示決心用軍事方解決國共問題。:8302繼訪張群，商談有關重慶、成都兩地中共人員撤退問題。:8302首都卫戍司令部函中共代表团（《首都卫戍司令部致电梅园新村中共联络处限期撤令》）：“梅园新村十七号中共南京联络处及代表团公鉴：自贵党拒绝和谈，关闭和平之门，贵党军队在各地公开叛乱，处处攻击国军，而贵党人员又在各处散播谎言，鼓动变乱，本部为维持地方治安，应请贵处将留居本京人员于本年三月五日前全部撤退，并将现在驻京人员姓名、性别、年龄、籍贯、职务，即速造册函送本部，以便护送离境，特此电达，即希查照，首都卫戍司令部俭秘印”。:8302
3月7日，原留南京、上海中共人員董必武等74人乘美军飛机4架飛抵延安。:83053月27日，中共中央機關報《解放日報》停刊。:8322至此国共关系彻底破裂。
7月9日，國民政府決定撤銷政治協商會議名義及其秘書處組織。:83817月15日，國民政府明令公布《國民大會代表名額分配表》。:83837月18日，國民政府舉行國務會議，通過取消中共國大代表、國民政府委員保留名額，中共現任國民參政員予以除名。:83857月27日，蔣接見美國記者，聲稱，國民政府將履行諾言，於本年底實施憲政，產生立憲政府；共匪叛亂不能妨礙我憲政實行。:8389

### 1949年国共和谈
国共内战在1947年3月正式全面爆发，6月29日政府颁布通缉令通缉毛泽东，周恩来，任弼时等。1947年7月10日，國民大會代表及立法委員選舉總事務所決定，國民大會代表選舉於10月21日至10月23日舉行，立法委員選舉於12月21日至12月23日進行。:83817月15日，國民政府明令公布《國民大會代表名額分配表》。:8383期间1947年底国民政府依据宪法举行第一届行宪国大代表选举和第一届立法委员选举，并在1948年3月召开第一届行宪国大，选举总统蒋中正，副总统李宗仁。然而内战局势日趋严重，很快占领整个东北，随即入关占领华北。华东地区共军也围歼徐蚌地区国军，直逼浦口。1949年元旦，蒋介石发表告全国军民同胞书，“国父说，中华民国之建国，其目的在和平。中正为三民主义的信徒，秉承国父的遗教，本不愿在对日作战之后，再继之以剿匪的军事，来加重人民的痛苦。所以抗日战事，甫告结束，我们政府立即揭举和平建国的方针，更进而以政治商谈军事调处的方法解决共党问题。不过经过了一年有半的时间，共党对于一切协议和方案都横加梗阻，使其不能依预期步骤见诸实施，而最后更发动起全面武装叛乱，危害国家的生存，我政府迫不得已乃忍痛动员，从事戡乱”，“只要共党一有和平的诚意，能作确切的表示，政府必开诚相见，愿与商讨停止战事恢复和平的具体方法。只要和议无害于国家的独立完整，而有助于人民的休养生息；只要神圣的宪法不由我而违反，民主宪政不因此而破坏，中华民国的国体能够确保，中华民国的法统不致中断；军队有确实的保障，人民能够维持其自由的生活方式，与目前最低生活水准，则我个人无复他求”，“中正毕生革命，早置生死于度外，只望和平果能实现，则个人进退出处，绝不萦怀”，“如果共党始终坚持武装叛乱到底，并无和平诚意，则政府亦惟有尽其卫国救民的职责，自不能不与共党周旋到底。”，随后民国总统蒋中正宣布引退，李宗仁任代总统，宣布与中共和谈。
此时中共已经胜券在握，只待春天水涨即渡江，因此恰好可以利用此段和谈时间部署渡江事宜。中共开出条件等同于最后通牒，1）惩办战争罪犯。2）废除伪宪法。3）废除伪法统。4）依据民主原则改变一切反动军队。5）没收官僚资本。6）改革土地制度。7）废除卖国条约。8）召开没有反动份子参加的政治协商会议，成立民主联合政府，接受南京國民政府反动政府及其所属各级政府的一切权力:1389。周恩来对此评价道：“趋向不外乎三种，第一种是国民党改组政府，并且承认我们提出的八条；第二种是美国出兵，对此我们已经有了准备；可能性最大的是第三种，继续打下去”。
4月1日至15日，和谈在北平举行。然而，中共将国民党政府要员列为战犯予以通缉，并述明國民政府伪宪法无视民意基础之事实要求废除，國民政府严正拒绝。在北平的谈判破裂的情况下，中共乘四月长江涨水，迅速展开渡江战役，攻占南京、武昌、上海等长江沿岸主要城市，并迅速向整个南部中国推进。國民政府经过辗转，在12月9日遷往台湾，形成两岸对峙局面至今。

### 人民政协与共同纲领
1948年（民国三十七年）5月，中共在纪念五一劳动节时，提出要建立没有反动分子参加的政治协商会议组建联合政府的说法，即将国民党、青年党、民社党驱逐出政协，而保留民盟和其他一些小党组织新政协。1949年（民国三十八年）6月25日，政治协商会议筹备会成立，毛泽东在会上提出新政协要“选举代表这个共和国的民主联合政府”。9月21日，第一届全体会议举行时，为了区别1946年（民国三十五年）政协会议，决定改名为“中国人民政治协商会议”。
为了取代中华民国宪法，中共在九月开始酝酿共同纲领草案。9月25日，人民政协第三组组长周恩来介绍共同纲领草案，“由中国共产党负责起草草案初稿”，还提到军队问题“人民解放军之所以能取得今天的胜利和得到全国人民的拥护，决不是偶然的”，“政治工作制度是它的灵魂”，这暗示着“政治工作制度”（即党组织制度）将继续发扬下去。共同纲领最后在9月29日第一次全体会议上通过。
共同纲领提出“人民有思想、言论、出版、集会、结社、通讯、人身、居住、迁徙、宗教信仰及游行示威自由”，“各级人民代表大会由人民用普选方法产生之”，这些条款以后是否被中共遵守或被中共破坏曾有争议。值得注意的是，共同纲领并没有规定什么时候自行失效，虽然传统上认为五四宪法已经将其取代。但五四宪法里面也没有规定共同纲领失效的条款。从法理上，只要没有法律或人民政协之正式决议认定它已经失效，共同纲领将一直生效下去。
联合政府的提法在第一届政协会议产生“中央人民政府”之后也很快走入历史。而民主党派对中共的制约并没有因此消失，第一届中央人民政府里面，第三方面之张澜为副主席而章伯钧，罗隆基也在政务院任职。直至1957年反右运动之后，这种约束才解除。

## 意义与评价
1946年政治协商会议对中国近代史的影响是极其深远的，它不仅直接影响国共内战的结局，进而影响中国历史的走向，更很大程度上影响中共的建国纲领和执政理念，对当今中国大陆政治仍然影响极大。

### 共产党方面
中共对此政协评价是正面的（可从中共官方出版《周恩来传》，《周恩来文选》等找到中共对此评价），但一直在历史教材中回避或者淡化这段对中国近代产生重大影响的事件。例如人民教育出版社，1992版初中《中国历史》近现代史里面只字不提政治协商会议内容，反而大写较场口庆祝政治协商会议的大会上发生的殴斗事件，故该书之读者只能从较场口事件得知有政治协商会议召开。
对于中共而言，政协会议的一大成果是民盟与中共结盟形成统一战线。民国三十六（1947）年十月二十八日，行政院内政部决定查封取缔民盟“查民主同盟，勾结共匪，参加叛乱，早已为国人注意。兹迭据各地负责治安机关先后报告，其最显著事实，如该盟派洛宾基在东北策动东北之军事叛乱，与在西北之负责人策动孔从周等叛变并煽动五月学潮，及上海工潮，皆暗与共党之军事行动相呼应。”“该盟重要分子李荫枫在川省招致匪徒，图谋暴动，以响应共匪李先念残部之窜扰，其他公然作叛乱宣传，掩护共匪之间谍活动，皆证据确凿”“如不立加遏制，后方治安在在堪虞，本部职责所在，对此在匪区则助长叛乱，在后方则为共匪声援之不法团体，不得不采取适当处置，兹政府已将该民主同盟宣布为非法团体”。

### 国民党方面
国民党对政协会议的评价也是正面积极的。民国政治架构中，不仅宪草和联合政府理论来自政协，而且青年党，民社党也通过政协获得国大名额而加入国民大会为民主竞争增加元素。民国政府播迁台湾之后，大量记录和评价政协会议的书籍，资料出版，从而很大程度上弥补大陆在这方面的空白，保存下珍贵的历史资料。

### 其他
政协本身并不完美，遗留下大量问题而没有最终解决国共争端。例如有观点认为，政协会议最大的遗憾是把许多本来可以在会上解决，或者至少可以形成一个初步解决框架的事项留给以后解决，结果这些问题不仅会后未能解决，反而随着时间的推移衍生出来其他的问题，像滚雪球一样问题越来越多，直至最后谈判完全破裂。以下事项在政协会上可以解决，但未列入商讨事项或者未能解决而留待以后：
1. 解放区问题。在施政纲领讨论时，政府代表完全可以将解放区问题列入讨论议题。结果竟然没有提出。最后形成施政纲领的时候，竟然将解放区问题列为附记留待以后解决，且秘书长雷震呈交蒋介石施政纲领决议案将此条目缺漏。会后解放区问题不仅未能解决，而且“进攻解放区”成了中共指责政府违反协议的主要借口之一。
2. 国府委员会代表名额问题。此问题本可以在最后的决议案形成之前努力解决，但最后只解决国民党的20个名额，共产党的名额则未能当即解决。由于中共坚持要和民盟占有14个名额以具有否决权，而恰是这个问题最后成为联合政府未能建立，而中共拒绝参加国大的直接原因。
3. 东北问题。东北问题原本也可以达成具体协议，政协开会期间发生的东北张莘夫遇害事件完全可以成为东北问题解决的契机。此问题也未能解决。
4. 宪草问题。宪草问题在政协会上本来不是一个激烈争论的问题，关于宪草修改的国民党六届二中全会却是最早导致国共关系恶化的因素。一则政府在宪草问题上让步过大，五五宪草版本大幅度被改引发国民党老党员不满，代表完全没有尽到谈判的职责。二则宪法本身需要国大通过才能生效，国民党完全没有必要在六届二中全会上节外生枝提出修改仍须国大商议的宪草[120]

### 引用
1. ↑  该说法可见于 李炳南：《政治协商会议与国共谈判》，台北：永业出版社，第6页
2. ↑  中共中央抗日民族统一战线文件选编，北京：档案出版社，1985
3. ↑  八一宣言，中共中央抗日民族统一战线文件选编(上)，北京：档案出版社，1985
4. ↑  戡乱战史，抗战前部分，国防部史政编译局
5. ↑  中共中央抗日民族统一战线文件选编，北京：档案出版社，1985，244页
6. ↑  毛泽东选集，关于蒋中正声明的声明，南京人民出版社，1964
7. ↑  中国民主之路，肖聪，香港：现代史料社，1946年
8. ↑  中共中央抗日民族统一战线文件选编(中)，北京：档案出版社，1985，页63-64和 李炳南，政治协商会议与国共谈判，永业出版社 页463“中国近代史恰是按照这次会议的决议一步步演化而来”
9. ↑  周恩来传，下册，中央文献出版社，坚持在重庆,1998
10. ↑  1943年10月5日，解放日报，评国民党十一中全会和三届二次国民参政会
11. ↑  例如，中共代表与禇辅成，黄炎培等六参政员延安会谈记录，《中共中央抗日民族统一战线文件选编》
12. ↑  Yang, Kuisong.  Di 1 ban. 桂林: 广西师范大学出版社. ISBN 978-7-5495-7467-4. |author1=和|last1=只需其一 (帮助)
13. ↑  周恩来：《关于宪政与团结问题》，《解放日报》1944年3月12日；转引自杨奎松：《国民党的“联共”与“反共”》，桂林 : 广西师范大学出版社，2016.3
14. ↑  国民参政会纪实，下册 或 1944年9月17日新华日报，林祖涵：关于国共谈判的报告
15. ↑  The Ambassador in China (Gauss) to Secretary Hull, Chungking, Aug.31,1944, US relations with Chin 45 P.562
16. ↑  1944年10月10日周恩来的讲话“如何解决”，《中共中央抗日民族统一战线文件选编》
17. ↑  周恩来致林伯渠，董必武，王若飞的电报，1944年9月4日
18. ↑  参见　嘤鸣，慈正合编，政治协商会议始末记　，页149－152
19. ↑  毛泽东关于召开国是会议预备会议致赫尔利信，《中共中央抗日民族统一战线文件选编》，785页
20. ↑  王世杰，谈判经过，载于《张治中回忆录》
21. ↑  毛泽东关于目前形势及参加政府的条件致周恩来电，《中共中央抗日民族统一战线文件选编》
22. ↑  可见于官方历史资料，例如新华网 中国共产党大事记（1945年）新华网 （页面存档备份，存于）
23. ↑  Foreign Relations of the United States, 1945, Vol.7,pp.453-454
24. ↑  传记文学，第二十六卷第四期（1975），页10
25. ↑  周恩来传，737页，中央文献出版社，修订版
26. ↑  历史文献社编，政协文献，页35-39
27. ↑  王健民，《中国共产党史稿》，第三卷，中文图书供应社，页497
28. ↑  李维汉，《回忆与研究》（下），页629
29. ↑  李炳南，政治协商会议与国共谈判，永业出版社，页60
30. ↑  抗日战争胜利前夕至胜利后我党战略方针的转变，党史研究资料，第七辑，四川人民出版社，1987，页238
31. ↑  吴玉章，吴玉章回忆录，北京：中国青年出版社，1978 ，页217
32. ↑  军委关于破路给晋察冀，晋冀鲁豫，平原，山东区的指示，1945.8.24 “为了围困大城市，夺取小城市，增加国民党军队与我争夺胜利果实的困难，故我应彻底破坏所有铁道”
33. ↑   苏联出兵之后中共对东北的争夺 <<党史博览>>2006年 第08期
34. ↑  刘少奇，目前的任务和战略部署，1945年9月，刘少奇选集
35. ↑  中共中央党史研究室，《中共党史大事年表》，北京：人民出版社，1987，页183
36. ↑  <<党史博览>>2006年 第08期
37. ↑   中共中央关于东北发展方针给东北局的电报，1945年10月11日，《党史博览》2006年 第08期
38. ↑   李文: 八路军一一五师征战实录 长沙湖南人民出版社,2005 “罗荣桓一行也根据苏军舰长提供的情况，修改原来的行动方案，向东北方向前进，最后在辽东半岛东部、濒临黄海的貔子窝（今新金县皮口）登陆。”
39. The Department of State, United States Relations with China: with Special Reference to the Period 1944-1949, Washington:Government Printing Office, Aug.1949),P.110
40. ↑  The Department of State, United States Relations with China: with Special Reference to the Period 1944-1949, Washington:Government Printing Office, Aug.1949),P.110
41. ↑  赫尔利在圣泰斐发表之声明，1945年11月15日，中华民国重要史料初编，第七编，战后中国（三），页34
42. ↑  重庆 新华日报社论，1945年（民国三十四年）11月16日
43. Harry S. Truman, The Memoirs, Volume Two: Years of Trial and Hope (New York: Garden City, 1955-1956),PP.68-71
44. ↑  Harry S. Truman, The Memoirs, Volume Two: Years of Trial and Hope (New York: Garden City, 1955-1956),PP.68-71
45. ↑  梁敬錞，马歇尔使华训令之草拟与会商，中华民国重要史料初编，第七编，战后中国（三），页58
46. ↑  Harry S.Truman, The Memoirs, Volume Two, PP.65-66,92
47. 李旭，政治协商会议之检讨，页14
48. ↑  李旭，政治协商会议之检讨，页14
49. ↑  改组政府问题，重庆新民报社评，民国三十五年一月十五日
50. ↑  历史文献社编，政协文献，页41-42
51. ↑  《新华日报》，民国三十五年一月十六日
52. ↑  历史文献社编，政协文献，页41-45
53. ↑  民主同盟代表张澜等九人提实现军队国家化并大量裁兵案，政治协商会议纪实，重庆出版社，1989
54. ↑  历史文献社编，政协文献，页39
55. ↑  政府代表孙科等八人提关于和平建国及国民大会问题之意见案，中华民国重要史料初编，第七编，战后中国（二）,页149
56. ↑  历史文献社，政协文献，页121
57. ↑  孔繁霖，五五宪草之评议，页283-285
58. ↑  这些观点均可见于 嘤鸣，慈正编 政治协商会议始末记
59. ↑  蒋匀田，中国近代史的转折点，页37
60. ↑  参见，中华民国宪法，国民大会秘书处编，1948年
61. ↑  南方局党史资料大事记，页367
62. ↑  王云五，政治协商会议追记，载岫庐论国是，页182
63. ↑  蒋匀田，中国近代史转折点，页42
64. ↑  中共中央党史研究室，中共党史大事年表，人民出版社，1987，页186
65. ↑  蒋匀田，中国近代史的转折点，页53
66. ↑  蒋介石，对于宪法草案之指示，1946年（民国三十五年）2月10日
67. ↑  中共将其称作三三制选举，参见论联合政府，毛泽东选集，第二卷
68. ↑  蒋均田，中国近代史转载这点，页56-57
69. ↑  秦邦宪在4月6日返回延安时飞机撞山
70. ↑  陪都较场口事件报告书，1946年（民国三十五年）2月19日重庆市党部主任委员方治呈，中华民国重要史料初编，第七编，战后中国，页270-273
71. ↑  陈原，1947年世界政治手册，1947年7月
72. ↑  解放日报社，解放日报评论选集驳蒋介石及其它
73. ↑  先总统蒋公全集，国民参政会四届二次会之政治报告
74. ↑  中共代表团梅园新村纪念馆编，国共谈判文献资料选辑 1945.8-1947.3，增订本，页169
75. ↑  唐允，东北问题真象，页61-64
76. ↑  唐允，东北问题之真象，页155
77. ↑  1946年4月17日，大公报社论
78. ↑  Congressional Quarterly Service, China and U.S. Far East Policy, 1945-1967,P.40
79. ↑  中华民国重要史料初编，第七编，战后中国（三），页224
80. ↑  周恩来招待记者说明时局重要问题，《新华日报》，1946年（民国三十五年）8月28日
81. ↑  《新华日报》，民国三十五年九月二十九日
82. ↑  周恩来十月九日致马歇尔备忘录，《东北日报》社编，中国巨大变化的一年，民国三十六年七月，东北书局
83. ↑  董显光，蒋总统传，中央文物供应社，民国四十三年三月
84. ↑  中共中央发表对时局声明，解放日报，1946年（民国三十五年）10月18日
85. ↑  国防部史政局，军事调处期间重要函件卷，页183
86. ↑  可参见中共中央文献出版社编写，周恩来传，上，1998年
87. 1 2  李维汉：《回忆与研究》，页649
88. ↑  中共中央发言人（廖承志）声明，新华社1946年11月9日电
89. ↑  蒋均田，中国近代史的转折点，页144
90. ↑  〈中共撤回驻京代表团及拒绝参加国大经过报告〉译文，载《中华民国重要史料初编》第七编，战后中国（三），页246
91. ↑  〈中共撤回驻京代表团及拒绝参加uoda经过报告〉译文，《中华民国重要史料初编》第七编，战后中国（三）
92. ↑  蒋匀田，中国近代史转折点，页188
93. ↑  谷正鼎秘书长上蒋总裁有关国际对我新宪法之评论呈，中华民国重要史料初编，第七编，战后中国（二），页739
94. ↑  中华民国重要史料初编，第七编，战后中国（三），页247
95. ↑  张君劢， The third force in China, PP.188-199
96. ↑  Personal Statement by General Marshall, January 7,1947 in Marshall's Mission to China, Volume Two, Appendix, S. Document 1 P.520
97. ↑  中国社会科学院近代史研究所，马歇尔使华，页454-455
98. ↑  Marshall's Mission to China, Volume Two, Appendix S, Document 1, PP.686-689
99. ↑  〈中国国民党中央宣传部的声明〉，《国共谈判文献资料选辑》，1945年8月－1947年3月，页511－522
100. 1 2 3 4 5 6 7 8 9 10 11 12 13  李新總主編，中國社會科學院近代史研究所中華民國史研究室編，韓信夫、姜克夫主編 (编). . 北京: 中華書局. 2011年7月.
101. ↑  陆定一：〈中共中央宣传部部长陆定一的声明〉，1947年1月，刊《陆定一文集》，北京：人民出版社，1992年，ISBN 978-7-01-001104-2
102. ↑  梁漱溟：〈内战的责任在谁？〉，上海：《大公报》，第五版，1949年1月26日
103. ↑  .   [2014-11-12]. （原始内容存档于2019-01-17）.
104. ↑  《国共谈判史纲》，武汉出版社，1996年
105. ↑  蒋中正：〈中華民國三十八年元旦告全國軍民同胞書〉
106. ↑  先总统 蒋公全集，第二卷，民国三十八年元旦告全国军民同胞书
107. ↑  《周恩来传》，北京：中央文献出版社，1998年，页921
108. ↑  《毛泽东选集》第四卷，北京：人民出版社，1991年
109. ↑  周恩来在民主人士座谈会的报告记录，1949年1月16日
110. ↑  《毛泽东选集》第四卷，北京：人民出版社，1965年，页1352
111. ↑  《毛泽东选集》第四卷，北京：人民出版社，1965年，页1467
112. ↑  〈共同纲领草案报告〉，周恩来
113. ↑  例如参见〈批判梁漱溟的反动思想〉，《毛泽东选集》第五卷，北京：人民出版社，1977年
114. ↑  参见共同纲领全文，人民日报，9月30日
115. ↑  参见《中华人民共和国宪法》1954年版
116. ↑  储安平：向毛主席和周总理提些意见，《光明日报》，北京：光明日報社，1957年6月2日
117. ↑  此说法可见于，李炳南，政治协商会议与国共谈判，永业出版社，页6-7
118. ↑  民国三十六年十月二十八日，中央日报
119. ↑  吴安家，重庆会谈与政协会议之研究，东亚季刊，第十四卷，第三期，1983年（民国七十二年）1月，页43－44
120. 1 2  王云五. . 《岫庐论国是》: 204页.